# George Washington et l'esclavage

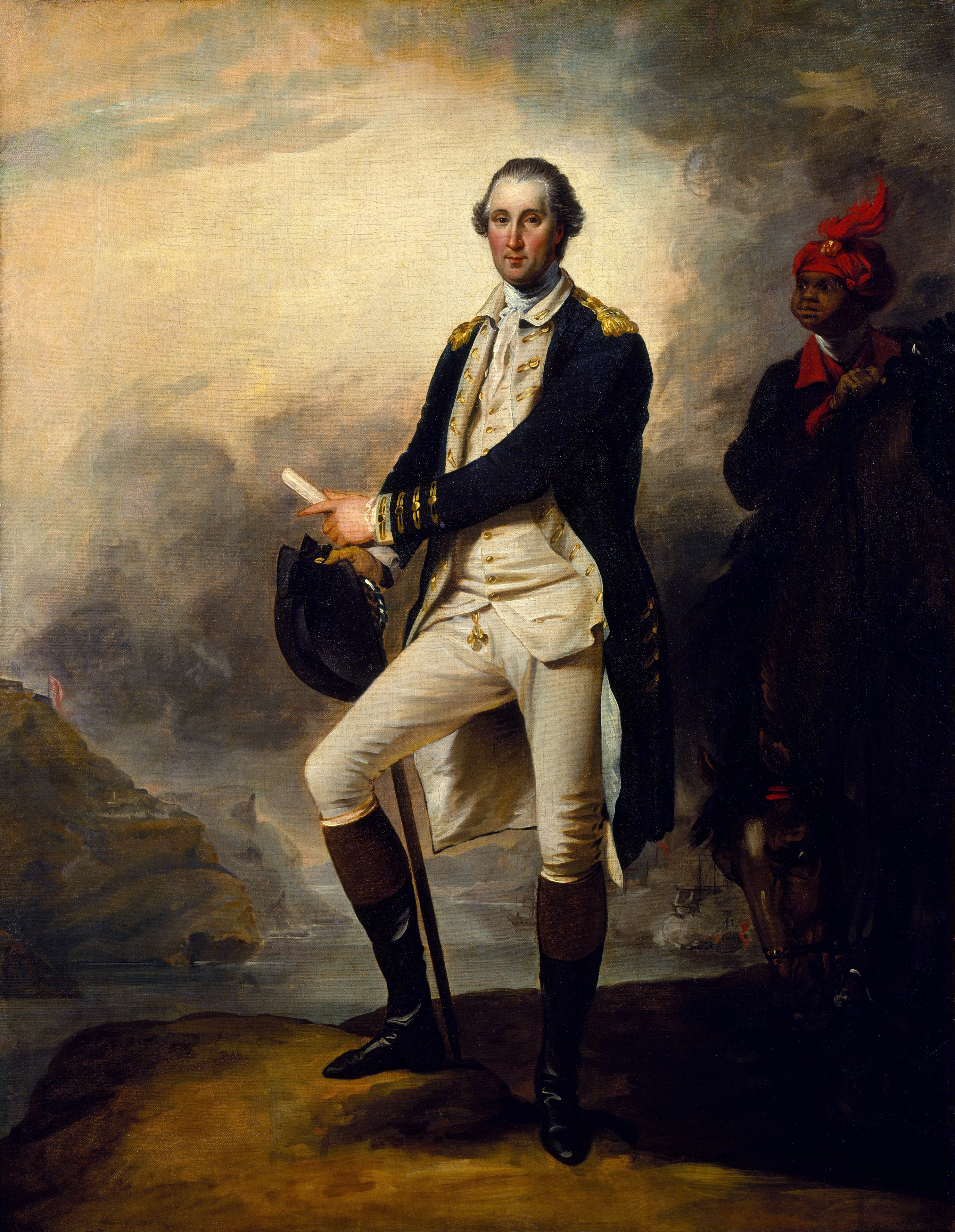
John Trumbull, George Washington avec William Lee, son serviteur personnel asservi, 1780, Metropolitan Museum of Art.

L'histoire de George Washington et de l'esclavage reflète l'évolution de l'attitude de George Washington à l'égard de la propriété des êtres humains. Père fondateur éminent des États-Unis et propriétaire héréditaire d'esclaves, Washington en était mal à l'aise, bien qu'il ait formulé cette opinion uniquement dans des communications privées. L'esclavage est alors une institution de longue date, datant de plus d'un siècle en Virginie où il vit ; il est également présent de longue date dans d'autres colonies américaines et dans le monde. Le testament de Washington libère immédiatement l'un de ses esclaves et exige que les 123 esclaves restants servent sa femme et soient libérés au plus tard à sa mort ; ils devinrent finalement libres un an après son décès.
Dans la colonie de Virginie où il grandit, Washington devient propriétaire d'esclaves de troisième génération à l'âge de 11 ans, à la mort de son père en 1743, lorsqu'il hérite de ses dix premiers esclaves. À l’âge adulte, son patrimoine personnel d’esclaves s’accroit grâce à l’héritage, aux achats et à l’augmentation naturelle par les enfants nés dans l’esclavage. En 1759, il prend également le contrôle en douaire des esclaves appartenant au domaine de Custis lors de son mariage avec Martha Dandridge Custis. Les premières positions de Washington à l’égard de l’esclavage reflétent les positions dominantes des planteurs de Virginie de l’époque, qui montrent peu de scrupules moraux, voire aucun. En 1774, il dénonce publiquement le commerce des esclaves pour des raisons morales dans les résolutions de Fairfax, un ensemble de résolutions adoptées par un comité du comté de Fairfax, dans la colonie de Virginie, le 18 juillet 1774, au début de la révolution américaine, qui rejettent la revendication d’autorité suprême sur les colonies américaines du Parlement britannique. Après la guerre d'indépendance des États-Unis, il continue à posséder des esclaves, mais soutint l'abolition de l'esclavage par un processus législatif progressif.

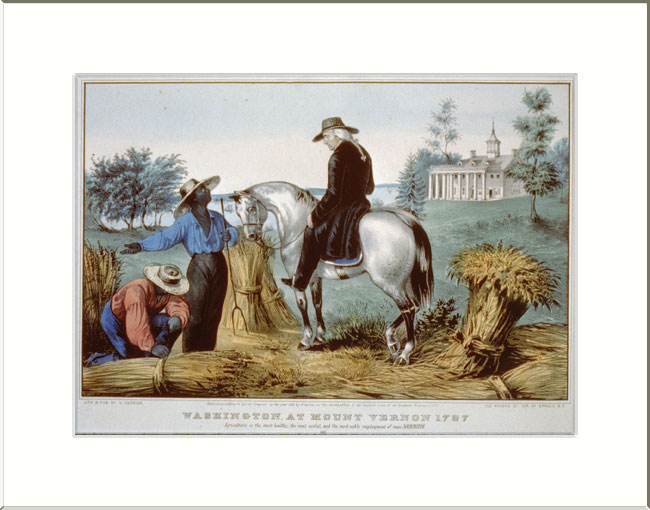
George Washington à cheval devant Mount Vernon en 1797.

Washington a une forte éthique du travail et exige la même chose de ses travailleurs salariés et de ses esclaves. Il fournit à sa population asservie une nourriture de base, des vêtements et un logement comparables à ceux pratiqués à l'époque, pas toujours appropriés, ainsi que des soins de santé. En échange, il les force à travailler du lever au coucher du soleil, pendant la semaine de travail de six jours, qui est alors la norme. Environ les trois quarts de ses esclaves travaillent dans les champs et les autres à la résidence principale comme domestiques et artisans. Ils complétent leur régime alimentaire en chassant, en piégeant du gibier et en cultivant des légumes pendant leur temps libre ; ils achètent des rations supplémentaires, des vêtements et des articles ménagers grâce aux revenus de la vente de gibier et de produits frais. Les esclaves construisent leur propre communauté autour du mariage et de la famille, bien que Washington les répartisse dans ses fermes en fonction des besoins de ses activités, obligeant de nombreux maris à vivre séparément de leurs femmes et de leurs enfants pendant la semaine de travail. Il utilise à la fois des récompenses et des punitions pour gérer sa population d'esclaves, mais il est constamment déçu lorsqu'ils ne parviennentt pas à répondre à ses demandes exigeantes. Une proportion importante des esclaves du domaine de Mount Vernon ont résisté à leur esclavage par divers moyens, comme le vol pour compléter leur nourriture et leurs vêtements ou pour générer des revenus, en feignant la maladie et en s'échappant vers la liberté.
En tant que commandant en chef de la Continental Army en 1775, Washington refuse d'abord d'accepter les Afro-Américains, libres ou esclaves, dans ses rangs, mais se plie aux exigences de la guerre et dirige par la suite une armée racialement intégrée. En 1778, il exprime son aversion morale à l’idée de vendre certains de ses esclaves dans un lieu public ou de diviser leurs familles. À la fin de la guerre, il exige sans succès que les Britanniques respectent le Traité de Paris (1783) qui, selon lui, exige le retour de tous les esclaves en fuite. Sur le plan politique, il estime que la question conflictuelle de l'esclavage aux États-Unis menace la cohésion nationale ; il n'en parle jamais publiquement, même dans ses discours sur les défis de la nouvelle nation ; il signe des lois qui protégent l'esclavage ainsi que des lois qui le réduisent. En Pennsylvanie, il contourne les subtilités des lois de l'État afin de ne pas perdre sa population personnelle.
En privé, Washington envisage de libérer ses esclaves au milieu des années 1790. Ces plans échouent en raison de son incapacité à réunir les fonds qu’il juge nécessaires, du refus de sa famille d’approuver l’émancipation des esclaves en douaire et de son aversion à diviser les nombreuses familles qui comprennent à la fois des esclaves en douaire et ses propres esclaves. Au moment de sa mort en 1799, 317 esclaves résident à Mount Vernon, 124 lui appartiennent directement, 40 sont loués et le reste est constitué des esclaves en douaire, appartenant à la succession du premier mari de Martha Washington, Daniel Parke Custis, au nom de leurs petits-enfants. Le testament de Washington, largement diffusé après sa mort, prévoit l'émancipation éventuelle des esclaves dont il est propriétaire ; il est l'un des rares Pères fondateurs propriétaires d'esclaves à le faire. Il ne peut pas légalement libérer les esclaves en douiare, le testament stipule donc qu'à l'exception de son valet William Lee, qui est libéré immédiatement, ses ouvriers réduits en esclavage sont légués à sa veuve Martha jusqu'à sa mort. Celle-ci ne se sent pas en sécurité au milieu des esclaves dont la liberté dépend de sa disparition : elle les libère en 1801.

## Contexte

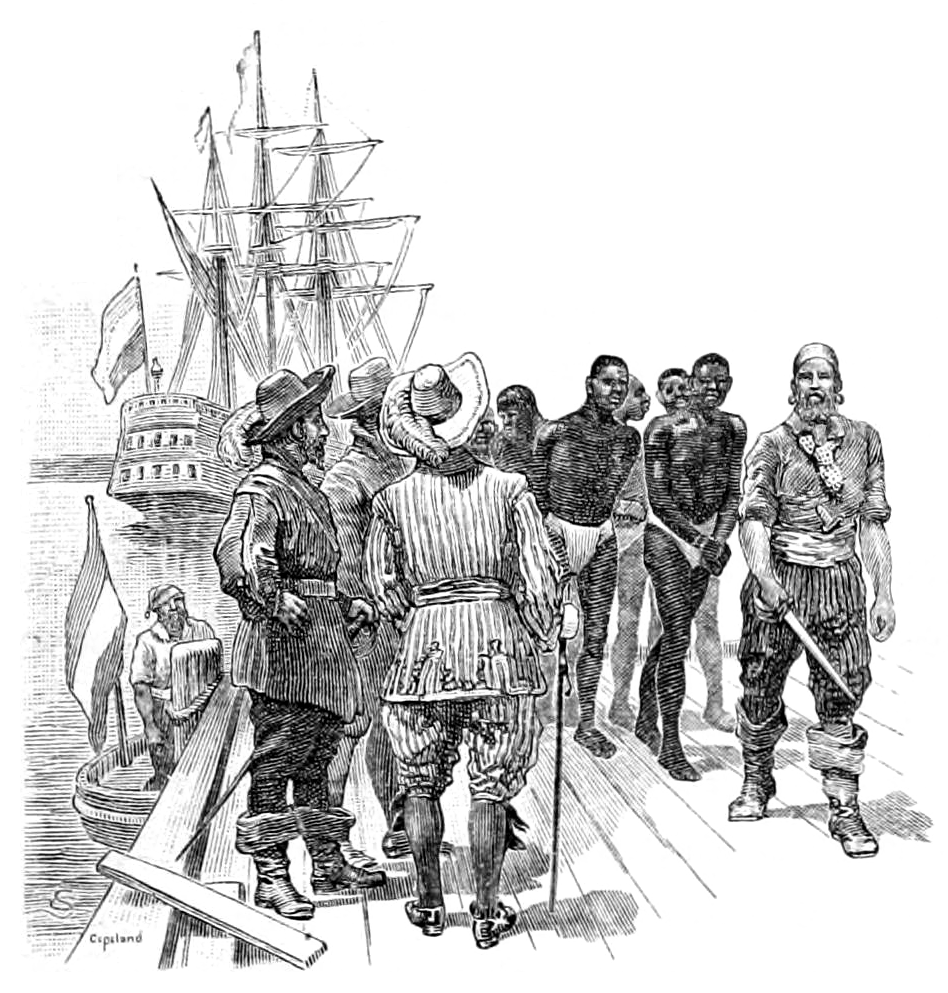
Arrivée des premiers esclaves africains en Virginie, illustration de 1910 dans D.H. Montgomery, The Leading Facts of American History.

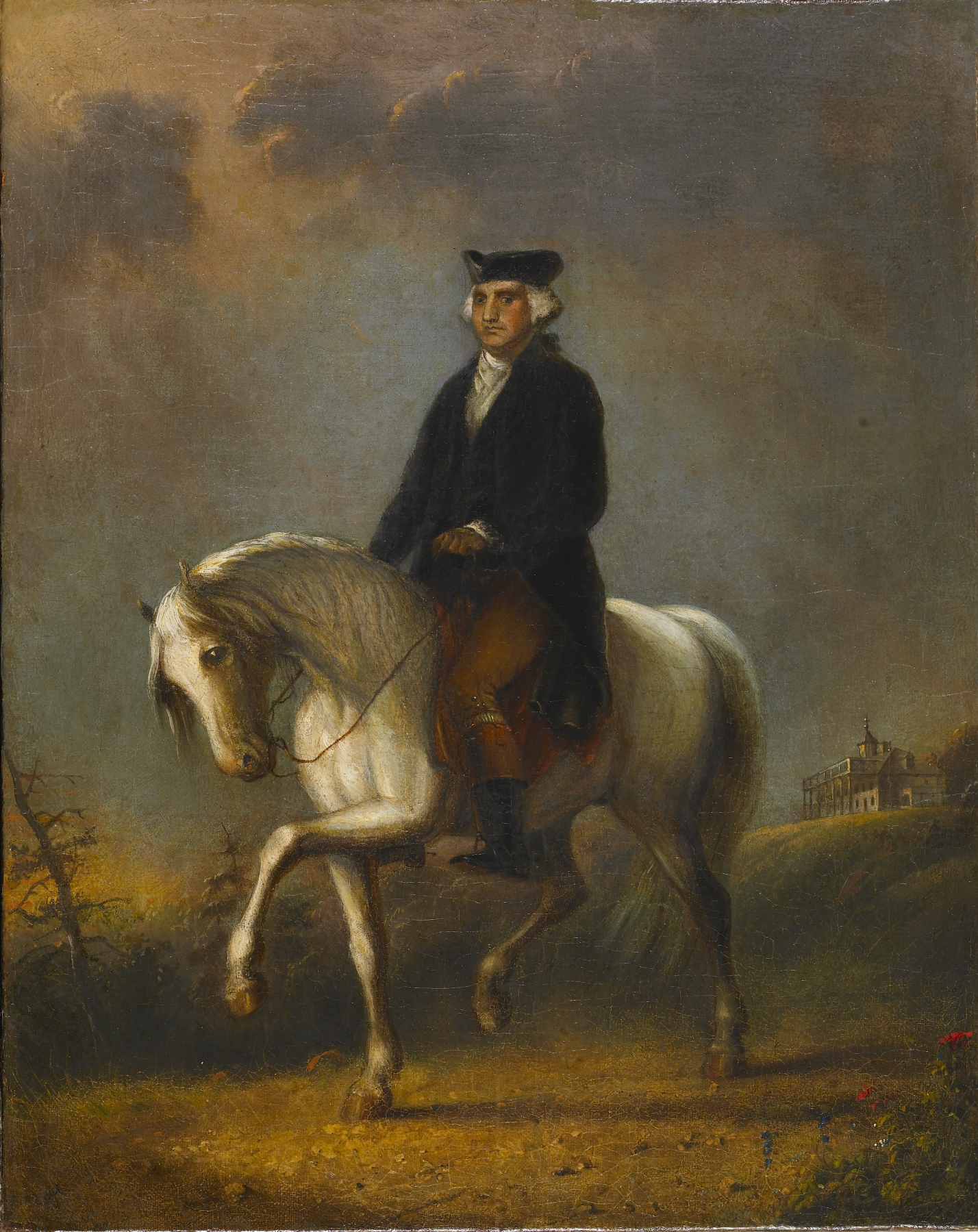
Alfred Jacob Miller, George Washington à Mount Vernon, entre 1810 et 1874, Walters Art Museum.

L'esclavage est introduit dans la colonie anglaise de Virginie lorsque les premiers Africains sont transportés à Point Comfort en 1619. Ceux qui acceptent de se convertir au christianisme deviennent des « serviteurs chrétiens » avec une servitude limitée dans le temps, ou même sont libérés, mais ce mécanisme permettant de mettre fin à l’esclavage est progressivement supprimé. En 1667, l’Assemblée générale de Virginie adopte une loi interdisant le baptême comme moyen de conférer la liberté. Les Africains qui ont été baptisés avant d'arriver en Virginie peuvent se voir accorder le statut de serviteur sous contrat jusqu'en 1682, date à laquelle une autre loi les déclare esclaves. Dans la strate la plus basse de la société virginienne, les Blancs et les personnes d'origine africaine partagent des désavantages et un mode de vie communs, qui autorise les mariages mixtes jusqu'à ce que l'Assemblée rende ces unions passibles de bannissement en 1691.
En 1671, la Virginie compte 6 000 domestiques blancs sous contrat parmi ses 40 000 habitants, mais seulement 2 000 personnes d'origine africaine, dont jusqu'à un tiers sont libres dans certains comtés. Vers la fin du XVIIe siècle, la politique anglaise s'oriente vers la rétention d'une main-d'œuvre bon marché plutôt que son envoi dans les colonies. En Virginie, l'offre de serviteurs sous contrat commence à se tarir. En 1715, l'immigration annuelle se compte en centaines d'individus, contre 1 500 à 2 000 dans les années 1680. À mesure que les planteurs de tabac cultivent davantage de terres, ils compensent le manque de main-d'œuvre par un nombre croissant de travailleurs réduits en esclavage. L'institution est fondée sur la race avec les codes de l'esclavage de Virginie de 1705. À partir de 1710 environ, la croissance de la population asservie est alimentée par l'accroissement naturel. Entre 1700 et 1750, le nombre d'esclaves dans la colonie passe de 13 000 à 105 000, dont près de quatre-vingt pour cent sont nés en Virginie. Du vivant de George Washington, l'esclavage est profondément ancré dans le tissu économique et social de la Virginie, où environ quarante pour cent de la population et pratiquement tous les Afro-Américains sont réduits en esclavage.

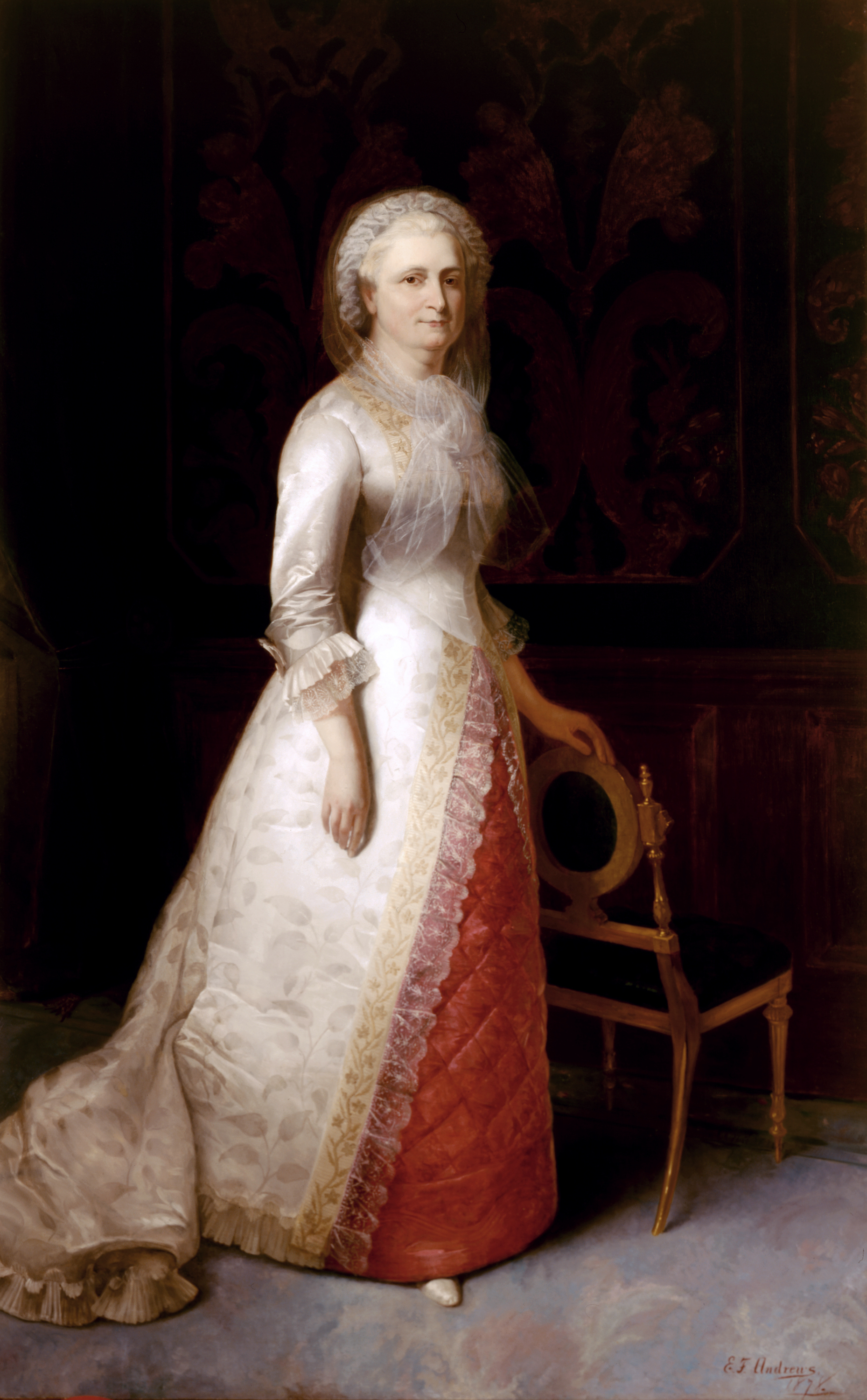
Eliphalet Frazer Andrews, Martha Dandridge Custis Washington (Mrs. George Washington), 1878, d'après un portrait original de Gilbert Stuart, Maison-Blanche.

George Washington nait en 1732, premier enfant du second mariage de son père Augustine, un planteur de tabac possédant environ 10 000 acres (4 ha) de terre et 50 esclaves. À sa mort en 1743, il laisse ses 2 500 acres (1 ha) de Little Hunting Creek au demi-frère aîné de George, Lawrence, qui renomme le lieu Mount Vernon. Washington hérite des 260 acres (105,2 ha)  de Ferry Farm et de dix esclaves. Il loue Mount Vernon à la veuve de Lawrence deux ans après la mort de son frère en 1752, et en hérite en 1761. Spéculateur foncier agressif, en 1774, il a amassé quelque 32 000 acres (12,9 ha) de terres dans la vallée de l'Ohio à la frontière ouest de la Virginie. À sa mort, il possède plus de 80 000 acres (32,3 ha),,. En 1757, il lance un programme d'expansion à Mount Vernon pour finalement avoir un domaine de 8 000 acres (3,2 ha) comprenant cinq fermes distinctes sur lesquelles il cultive du tabac dans un premier temps.
Les terres agricoles nécessitent de la main d'œuvre pour être productives. Dans le sud des États-Unis du XVIIIe siècle, le travail institutionnel des esclaves génère les plus grands profits. Washington hérite des esclaves de Lawrence, en acquiert dans le cadre des conditions de location de Mount Vernon et hérite à nouveau d'esclaves à la mort de la veuve de Lawrence en 1761,. Lors de son mariage en 1759 avec Martha Dandridge Custis, il prend le contrôle de quatre-vingt-quatre esclaves en douaire : Martha a un usufruit de ces esclaves en douaire, qu'elle détient en fiducie pour les héritiers du domaine de Custis, et bien que Washington n'ait aucun titre légal sur eux, il les gère comme s'il s'agissait de sa propriété propre,,. Entre 1752 et 1773, il achète au moins soixante et onze esclaves, hommes, femmes et enfants,,. Il réduit considérablement ses achats de travailleurs esclaves après la Révolution américaine, mais continue à en obtenir, principalement par croissance naturelle et occasionnellement en règlement de dettes,. En 1786, il gère 216 esclaves, 122 hommes et femmes et 88 enfants (six des esclaves du recensement de 1786 étaient déclarés morts ou invalides), ce qui fait de lui l'un des plus grands propriétaires d'esclaves du comté de Fairfax. 103 de ces esclaves lui appartiennent, le reste étant des esclaves douaires. Au moment de sa mort en 1799, la population asservie à Mount Vernon s'élève à 317 personnes, dont 143 enfants : il en possède 124, en loue 40 et gère 153 esclaves douairiers .

## L'esclavage à Mount Vernon

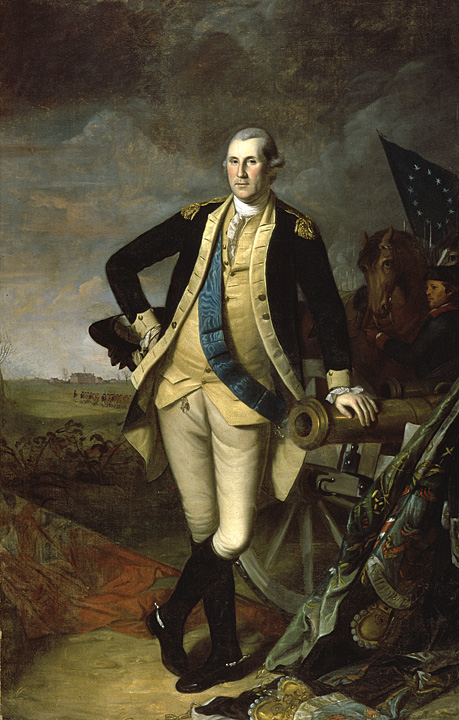
Charles Willson Peale, George Washington à Princeton, avec son valet William Lee tenant son cheval dans le fond à droite, 1779, Pennsylvania Academy of the Fine Arts.

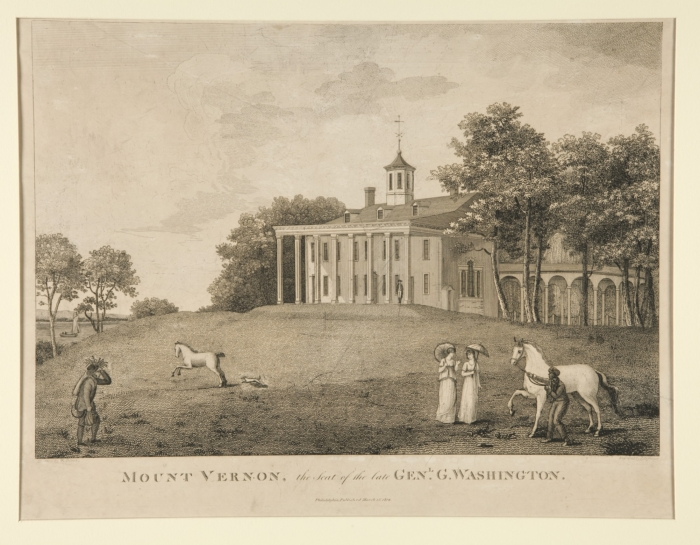
S. Seymour d'après William Russell Birch, Mount Vernon, le siège du dernier genl. Washington, 1812, Yale University Art Gallery.

George Washington considère ses travailleurs comme faisant partie d’une famille élargie dont il est le père. Il affiche des marques de patriarcat et de paternalisme dans ses attitudes envers les esclaves qu’il contrôle. Le patriarche en lui attend une obéissance absolue, qui se manifeste par un contrôle strict et rigoureux des travailleurs asservis et par la distance émotionnelle qu'il maintient à leur égard,. Il existe des exemples d'affection authentique entre un maître et son esclave, comme c'est le cas avec son valet William Lee, mais ces cas sont l'exception,. Paternaliste, il conçoit sa relation avec ses gens asservi comme une relation d'obligations mutuelles : il subvient à leurs besoins et en retour, ils le servent. Les esclaves peuvent lui adresser leurs préoccupations et leurs griefs,. Les maîtres paternels se considérent comme généreux et méritant de la gratitude. Lorsque la servante de Martha, Oney Judge, s'échappe en 1796, Washington se plaint de « l'ingratitude de la jeune fille, qui avait été élevée et traitée plus comme une enfant que comme une servante ».
Bien que Washington emploie un gérant pour administrer le domaine et un superviseur dans chacune des fermes, il est un gestionnaire de terrain qui dirige son entreprise avec une discipline militaire et s'implique dans les détails du travail quotidien,. Lors de ses absences prolongées pour raisons professionnelles, il exerce un contrôle étroit au moyen de rapports hebdomadaires du gérant du domaine et des superviseurs. Il exige de tous ses ouvriers le même souci méticuleux du détail qu'il a lui-même ; un ancien ouvrier asservi se rappellera plus tard que les « esclaves... n'aimaient pas vraiment » Washington, principalement parce qu'il « était si précis et si strict... si une balustrade, un bardeau ou une pierre restait hors de sa place, il maugréait ; parfois dans un langage vif »,. Selon Washington, « le travail perdu ne peut jamais être récupéré » : il exige que « chaque ouvrier (homme ou femme) [fasse] autant de travail en 24 heures que ses forces le lui permettent sans mettre en danger sa santé ou sa constitution ». Il a une forte éthique de travail et attend la réciproque de ses ouvriers, esclaves ou salariés,. Il est constamment déçu par les travailleurs esclaves qui ne partagent pas sa motivation et ne répondent pas à ses exigences, ce qui l'amène à les considérer comme indolents et à demander que ses superviseurs les surveillent constamment étroitement,,.
En 1799, près des trois quarts de la population asservie, dont plus de la moitié sont des femmes, travaillent dans les champs, occupés toute l’année, leurs tâches variant selon la saison. Les autres travaillent comme domestiques dans la résidence principale ou comme artisans, comme charpentiers, menuisiers, tonneliers, fileuses et couturières. Entre 1766 et 1799, sept esclaves douairiers travaillent à un moment ou à un autre comme superviseurs.
Avec deux heures de repos pour les repas, leurs journées de travail varient entre sept heures et demie et treize heures selon la saison. Ils ont trois ou quatre jours de congés à Noël et un jour à Pâques et à la Pentecôte. Les esclaves domestiques commencent tôt, travaillent tard le soir et n'ont pas forcément les dimanches et les jours fériés libres. Lors d'occasions spéciales où les travailleurs esclaves doivent fournir un effort supplémentaire, comme travailler pendant un jour férié ou rentrer la récolte, ils sont payés ou ont en compensation un temps de repos supplémentaire.
Washington demande à ses superviseurs de traiter les esclaves « avec humanité et bonté » lorsqu'ils sont malades. Les esclaves qui sont moins capables en raison d'une blessure, d'un handicap ou de l'âge, se voient confier des tâches légères, tandis que ceux qui sont trop malades pour travailler sont généralement, mais pas toujours, autorisés à ne pas travailler pendant leur convalescence. Washington leur fournit des soins médicaux de qualité, parfois coûteux. Lorsqu'un esclave nommé Cupid tombe malade d'une pleurésie, il le fait emmener dans la maison principale où il peut être mieux soigné et le veille personnellement tout au long de la journée,. Le souci paternel du bien-être de ses travailleurs esclaves se mêle à une considération économique de la perte de productivité résultant de la maladie et de la mort au sein de la main-d'œuvre,.

### Conditions de vie

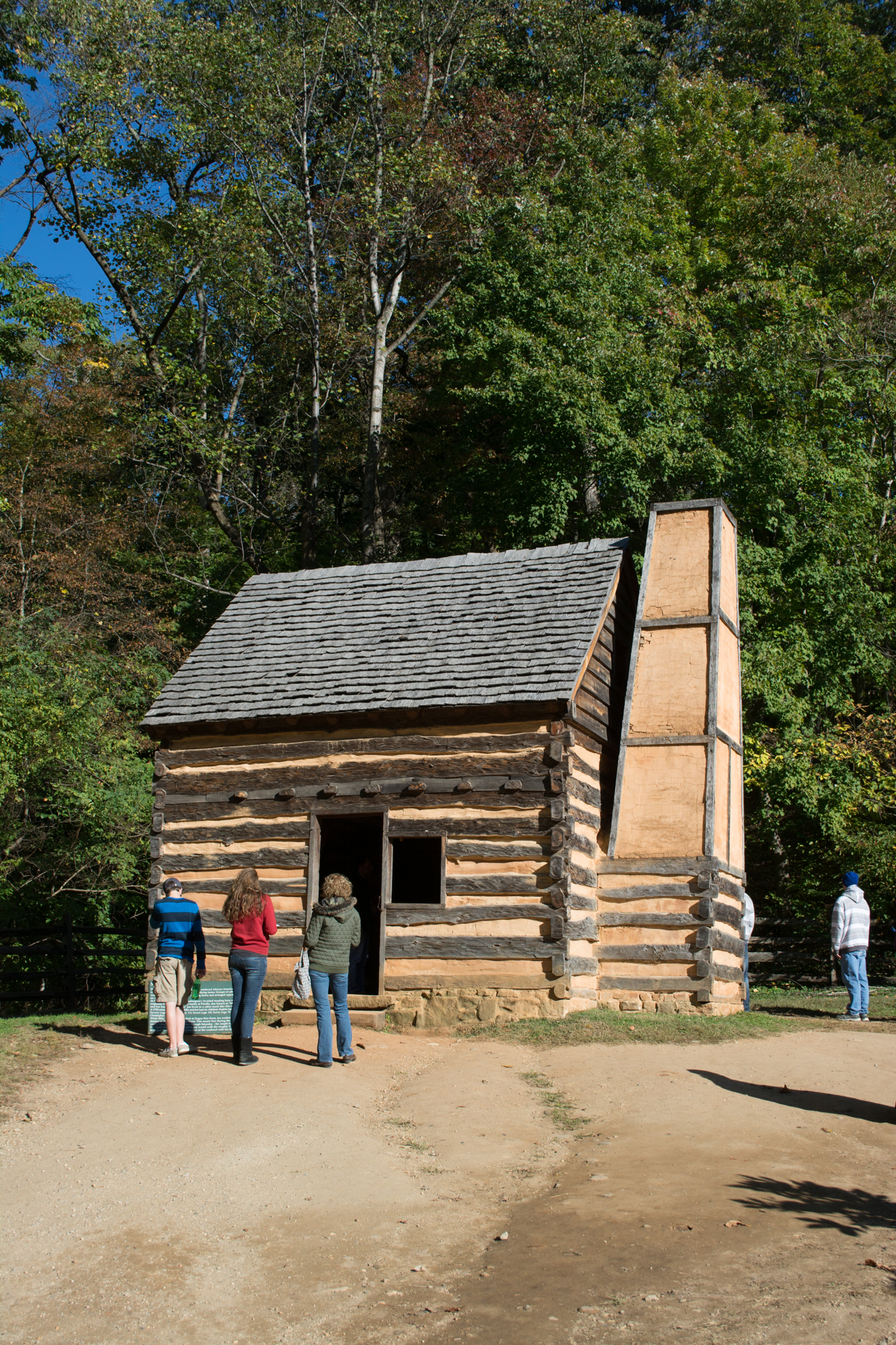
Reconstruction moderne d'une cabane d'esclaves à Mount Vernon.

À Mansion House Farm, la plupart des esclaves sont logés dans un bâtiment à ossature en bois de deux étages connu sous le nom de Quarters for Families (« Quartiers des familles »). Il est remplacé en 1792 par des ailes d'habitation en briques de chaque côté de la serre comprenant quatre pièces au total, chacune d'environ 600 pieds carrés (55,4 m²). La Mount Vernon Ladies' Association, qui aujourd'hui sauvegarde et entretient le domaine, a conclu que ces chambres sont des espaces communs meublés de lits superposés qui offrent peu d'intimité aux occupants, majoritairement masculins. D'autres esclaves de la Mansion House Farm vivent dans les dépendances où ils travaillent ou dans des cabanes en rondins. Ces cabanes constituent le logement standard des esclaves dans les fermes périphériques, comparables aux logements occupés par les couches inférieures de la société blanche libre dans la baie de Chesapeake et par les esclaves dans d'autres plantations de Virginie. Une seule pièce dont la taille varie de 168 pieds carrés (15,6 m²) à 246 pieds carrés (22,8 m²) loge une famille. Les cabanes sont souvent mal construites, enduites de boue pour les rendre étanches aux courants d'air et à l'eau, avec des sols en terre battue. Certaines cabanes sont construites en duplex ; certaines cabanes individuelles sont suffisamment petites pour être déplacées sur des chariots. Il existe peu de sources qui éclairent les conditions de vie dans ces cabanes, mais un visiteur en 1798 écrit : « le mari et la femme dorment sur un pauvre grabat, les enfants par terre ; une très mauvaise cheminée, quelques ustensiles pour cuisiner, mais au milieu de cette pauvreté quelques tasses et une théière ». D'autres sources suggèrent que les intérieurs sont enfumés, sales et sombres, avec seulement une ouverture fermée pour fenêtre et la cheminée pour l'éclairage la nuit.
George Washington fournit à ses esclaves une couverture au maximum chaque automne, qu'ils utilisent pour leur literie, mais aussi  pour ramasser des feuilles pour la litière du bétail. Les esclaves des fermes périphériques reçoivent chaque année un ensemble de vêtements de base, comparable à ceux distribués dans les autres plantations de Virginie. Les esclaves dorment habillés, ce qui les oblige à passer de nombreux mois dans des vêtements usés, déchirés et en lambeaux. Les esclaves domestiques de la résidence principale, qui entrent régulièrement en contact avec les visiteurs, sont mieux habillés ; les majordomes, les servants et les domestiques sont habillés d'une livrée sur le modèle du costume trois pièces d'un gentleman du XVIIIe siècle et les servantes sont pourvues de vêtements de meilleure qualité que leurs homologues des champs.
George Washington souhaite que ses travailleurs esclaves soient nourris correctement, mais pas plus. Chaque esclave reçoit une ration alimentaire quotidienne de base d'1 US quart (0,95l) ou plus de semoule de maïs, jusqu'à 8 onces (230g) de hareng et occasionnellement de viande, une ration assez typique de celle de la population asservie en Virginie, qui est adéquate en termes de besoins caloriques pour un jeune homme engagé dans un travail agricole modérément lourd, mais déficient sur le plan nutritionnel. La ration de base est complétée par les esclaves eux-mêmes, qui piègent du gibier et chassent, et pour lesquels certains sont autorisés à posséder des armes. Ils cultivent leurs propres légumes dans de petits jardins, qu'ils sont autorisés à entretenir à leur guise, et sur lesquels ils élèvent également de la volaille.
George Washingtondonne souvent des pourboires aux esclaves lors de ses visites dans d'autres domaines, et il est probable que ses propres esclaves sont également récompensés par les visiteurs de Mount Vernon. Les esclaves gagnent parfois de l'argent grâce à leur travail normal ou pour des services particuliers rendus. Par exemple, Washington récompense trois de ses propres esclaves en espèces pour bons services en 1775, un esclave reçoit une rémunération pour les soins d'une jument en cours d'élevage en 1798 et le cuisinier Hercules tire un grand profit de la vente de restes de la cuisine présidentielle. Les esclaves gagnent également de l'argent grâce à leurs propres travaux, en vendant à Washington ou au marché d'Alexandria (Virginie) la nourriture qu'ils ont pêchée ou cultivée et les petits objets qu'ils ont fabriqués. Ils utilisent cet argent pour acheter à Washington ou dans les magasins d'Alexandria de meilleurs vêtements, des articles ménagers et des provisions supplémentaires comme de la farine, du porc, du whisky, du thé, du café et du sucre.

### Famille et communauté

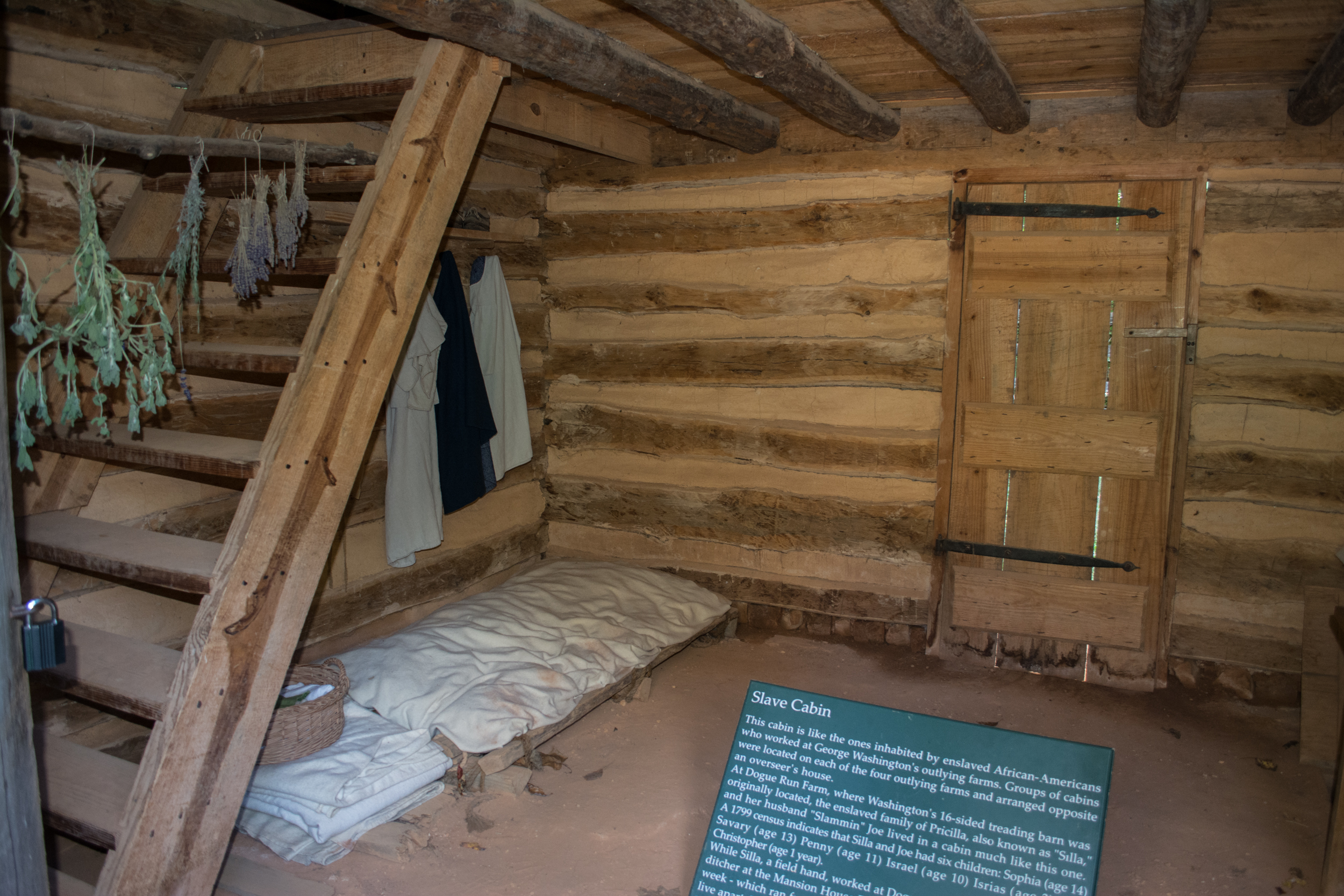
Intérieur de cabane d'esclaves reconstituée à Mount Vernon.

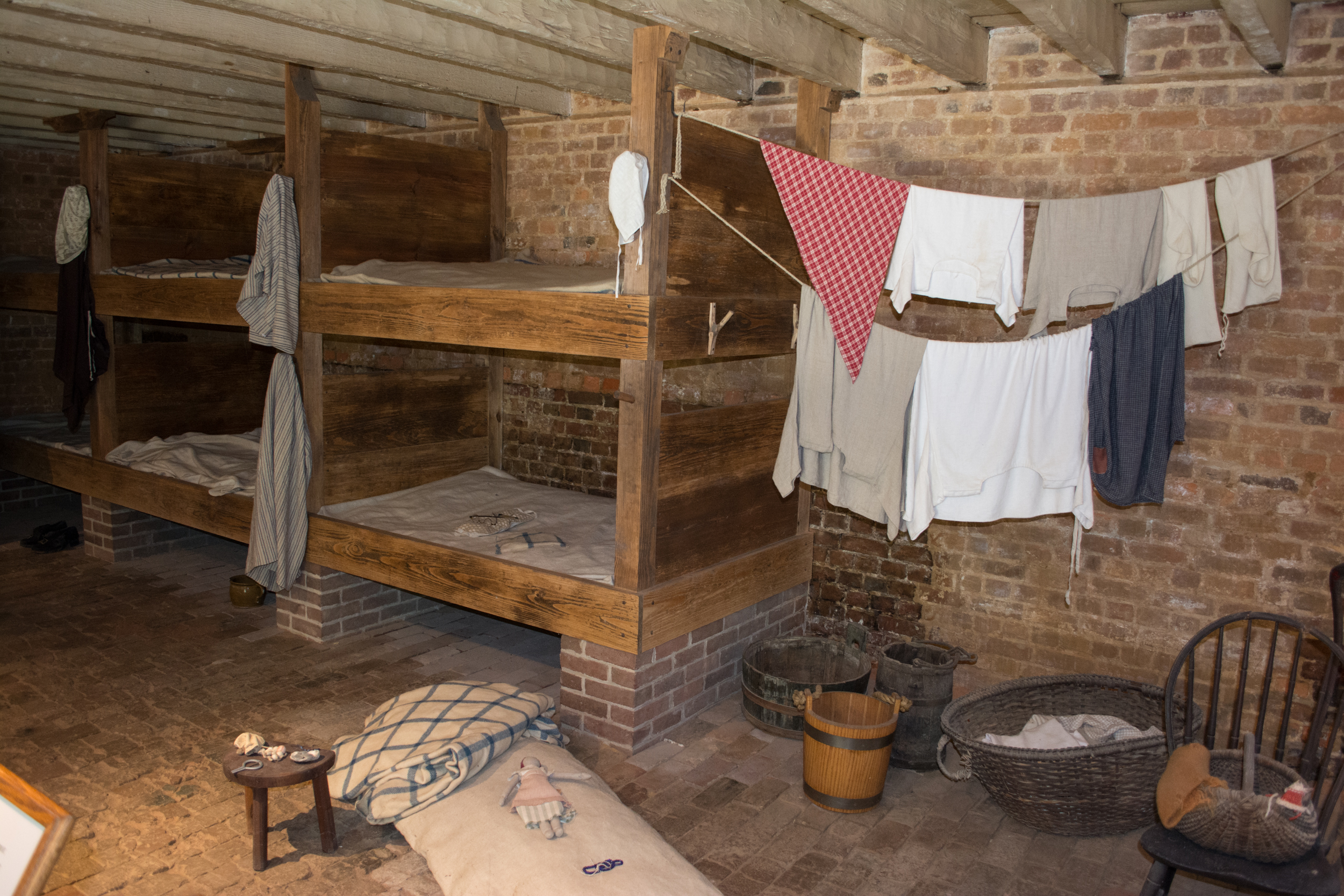
Quartier d’esclaves féminins reconstitué à Mount Vernon.

George Washington reconnait les mariages d'esclaves, contrairement à la loi ; en 1799, environ deux tiers des esclaves adultes de Mount Vernon sont mariés. Pour minimiser le temps perdu pour se rendre sur leur lieu de travail et ainsi augmenter la productivité, les esclaves sont logés dans la ferme où ils travaillent. En raison de la répartition inégale des hommes et des femmes dans les cinq fermes, les esclaves trouvent souvent des partenaires dans des fermes différentes. En conséquence, les maris sont systématiquement séparés de leurs femmes et de leurs enfants dans leur vie quotidienne, Washington modifie parfois l'organisation afin de ne pas séparer les conjoints, mais l'historien Henry Wiencek écrit : « en tant que pratique de gestion générale, [Washington] a institutionnalisé une indifférence à la stabilité des familles asservies. » Seuls trente-six des quatre-vingt-seize esclaves mariés de Mount Vernon en 1799 vivent ensemble, tandis que trente-huit ont des conjoints qui vivent dans des fermes séparées et vingt-deux ont des conjoints qui vivent dans d'autres plantations. La documentation suggère que les couples séparés ne se rendent pas régulièrement visite pendant la semaine, car, selon Washington, cela ferait que les esclaves seraient trop épuisés pour travailler après une telle « marche nocturne », laissant les samedis soirs, les dimanches et les jours fériés comme le principal moment que ces familles peuvent passer ensemble. Malgré le stress et l’anxiété causés par cette indifférence à la stabilité familiale (un superviseur écrit que la séparation des familles « leur semble être la mort »), le mariage est la base sur laquelle la population asservie établit sa propre communauté ; la longévité de ces unions n'est pas rare,.
Les familles nombreuses, qui couvrent plusieurs générations, ainsi que les mariages qui vont avec, font partie d’un processus de construction d’une communauté esclavagiste qui transcende la propriété. Par exemple, le charpentier en chef de George Washington, Isaac, vit avec sa femme Kitty, une esclave laitière, à Mansion House Farm. Le couple a neuf filles âgées de six à vingt-sept ans en 1799 ; les mariages de quatre de ces filles élargit la famille à d'autres fermes à l'intérieur et à l'extérieur du domaine de Mount Vernon et engendrent trois petits-enfants,. Les enfants naissent dans l'esclavage, leur propriété étant déterminée par la propriété de leur mère. La valeur accordée à la naissance d'un enfant esclave, si elle est notée, est indiquée dans le rapport hebdomadaire du superviseur, qui déclare par exemple : « Augmentation 9 agneaux et 1 enfant mâle de Lynnas. » Les nouvelles mères reçoivent une nouvelle couverture et ont trois à cinq semaines de travaux légers pour récupérer. Un nourrisson reste avec sa mère sur son lieu de travail. Les enfants plus âgés, dont la majorité vivent dans des foyers monoparentaux dans lesquels la mère travaille de l'aube au crépuscule, effectuent de petites tâches familiales mais sont par ailleurs laissés à jouer en grande partie sans surveillance jusqu'à ce qu'ils atteignent un âge où ils peuvent commencer à travailler, généralement entre onze et quatorze ans. En 1799, près de soixante pour cent de la population esclave a moins de dix-neuf ans et près de trente-cinq pour cent moins de neuf ans.
Les esclaves transmettent leurs valeurs culturelles africaines en racontant des histoires, parmi lesquelles les contes de Br'er Rabbit qui, avec leurs origines en Afrique et les histoires d'un individu impuissant triomphant par son esprit et son intelligence sur une autorité puissante, auraient trouvé un écho auprès des esclaves. Les esclaves nés en Afrique apportent avec eux certains des rituels religieux de leur pays ancestral. Il existe une tradition non documentée de hoodoo pratiqué dans l'une des fermes de Mount Vernon. Bien que la condition d'esclave rende impossible l'adhésion aux cinq piliers de l'islam, certains noms d'esclaves indiquent une origine culturelle musulmane. Les anglicans tendent la main aux esclaves nés en Virginie ; certains des esclaves de Mount Vernon étaient baptisés avant que Washington n'acquière le domaine. Il existe des preuves dans les archives historiques de 1797 que la population asservie de Mount Vernon a des contacts avec les baptistes, les méthodistes et les quakers. Ces trois groupes protestants prônent l'abolition, suscitant l'espoir de liberté parmi eux. La congrégation de l'Église baptiste d'Alexandria, fondée en 1803, comprend des esclaves autrefois détenus par George Washington.

### Relations sexuelles interraciales
En 1799, une vingtaine de mulâtres sont esclaves à Mount Vernon. Cependant, il n’existe aucune preuve crédible que George Washington ait eu des relations sexuelles avec une esclave,.
La probabilité de relations paternelles entre esclaves et travailleurs blancs embauchés est indiquée par certains noms de famille : Betty et Tom Davis, probablement les enfants de Thomas Davis, un tisserand blanc à Mount Vernon dans les années 1760 ; George Young, probablement le fils d'un homme du même nom qui est commis à Mount Vernon en 1774 ; Judge et sa sœur Delphy, les filles d'Andrew Judge, un tailleur sous contrat à Mount Vernon dans les années 1770 et 1780. Il existe des preuves suggérant que les superviseurs blancs ont des relations sexuelles avec les esclaves qu'ils surveillent : travailler à proximité de personnes réduites en esclavage sous le même maître exige d'être physiquement et socialement isolé de son propre groupe de pairs, une situation qui pousse aussi certains à boire. Certains visiteurs blancs de Mount Vernon semblent s'attendre à ce que les femmes esclaves leur accordent des faveurs sexuelles. Les conditions de vie laissent certaines femmes esclaves seules et vulnérables ;  l'historienne de Mount Vernon, Mary V. Thompson, écrit que les relations « pouvaient être le résultat d'une attirance et d'une affection mutuelles, de démonstrations très réelles de pouvoir et de contrôle, ou même d'exercices de manipulation d'une figure d'autorité ».

### Résistances

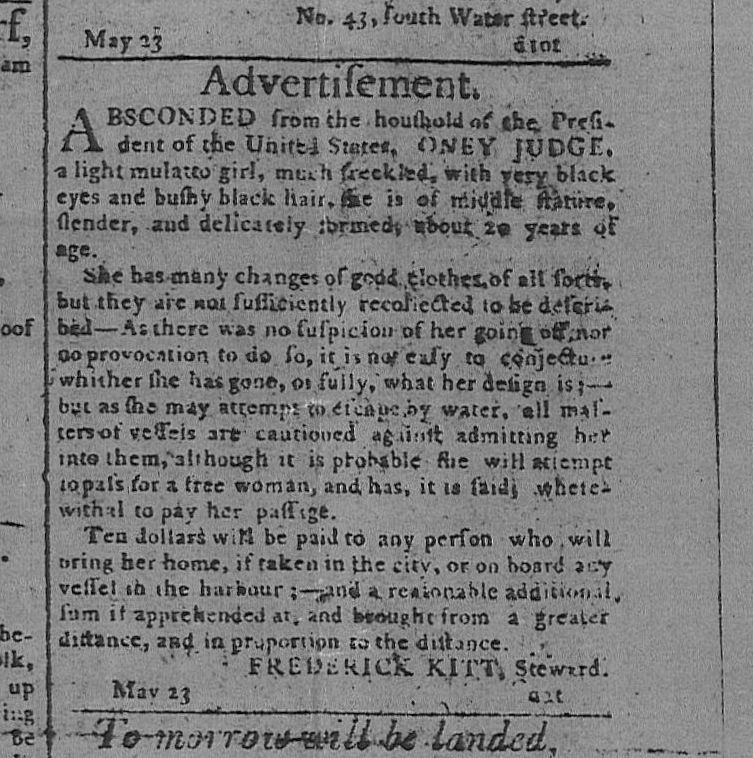
Annonce publiée dans la Pennsylvania Gazette après que Oney Judge se soit enfuie de la maison du Président en 1796.

Bien qu'une partie de la population asservie de Mount Vernon finisse par ressentir une loyauté (forcée) envers George Washington, la résistance affichée par un pourcentage significatif d'entre elle est indiquée par les fréquentes affirmations de Washington au sujet de « friponneries » et de « vieilles ruses »,. L'acte de résistance le plus courant est le vol, qui est si fréquent que Washington le considère comme faisant partie du gaspillage alimentaire normal. La nourriture est volée à la fois pour compléter les rations et pour être vendue. Washington pense que la vente d’outils est une autre source de revenus pour les esclaves. Comme les tissus et les vêtements sont souvent volés, Washington exige des couturières qu'elles montrent les résultats de leur travail et les chutes avant de leur fournir davantage de tissu. Les moutons sont lavés avant la tonte pour éviter le vol de laine ; les zones de stockage sont verrouillées et les clés laissées à des personnes de confiance. En 1792, Washington ordonne l'abattage des chiens des esclaves qu'il soupçonne d'être utilisés lors d'une vague de vols de bétail et décrète que les esclaves qui gardent des chiens sans autorisation doivent être « sévèrement punis » et leurs chiens pendus.
Un autre moyen par lequel les esclaves résistent, et qui est pratiquement impossible à prouver, est de feindre la maladie. Au fil des années, George Washington est devenu de plus en plus sceptique quant à l'absentéisme dû à la maladie parmi sa population asservie et s’inquiète de la diligence ou de la capacité de ses superviseurs à reconnaître les cas réels de maladie physique. Entre 1792 et 1794, alors qu'il est absent de Mount Vernon en tant que président des États-Unis, le nombre de jours perdus pour cause de maladie décuple par rapport à 1786, lorsqu'il réside à Mount Vernon et est en mesure d'exercer personnellement un contrôle de la situation. Il soupçonne ainsi un esclave d'avoir fréquemment évité de travailler pendant des décennies en se livrant délibérément à des actes d'automutilation.

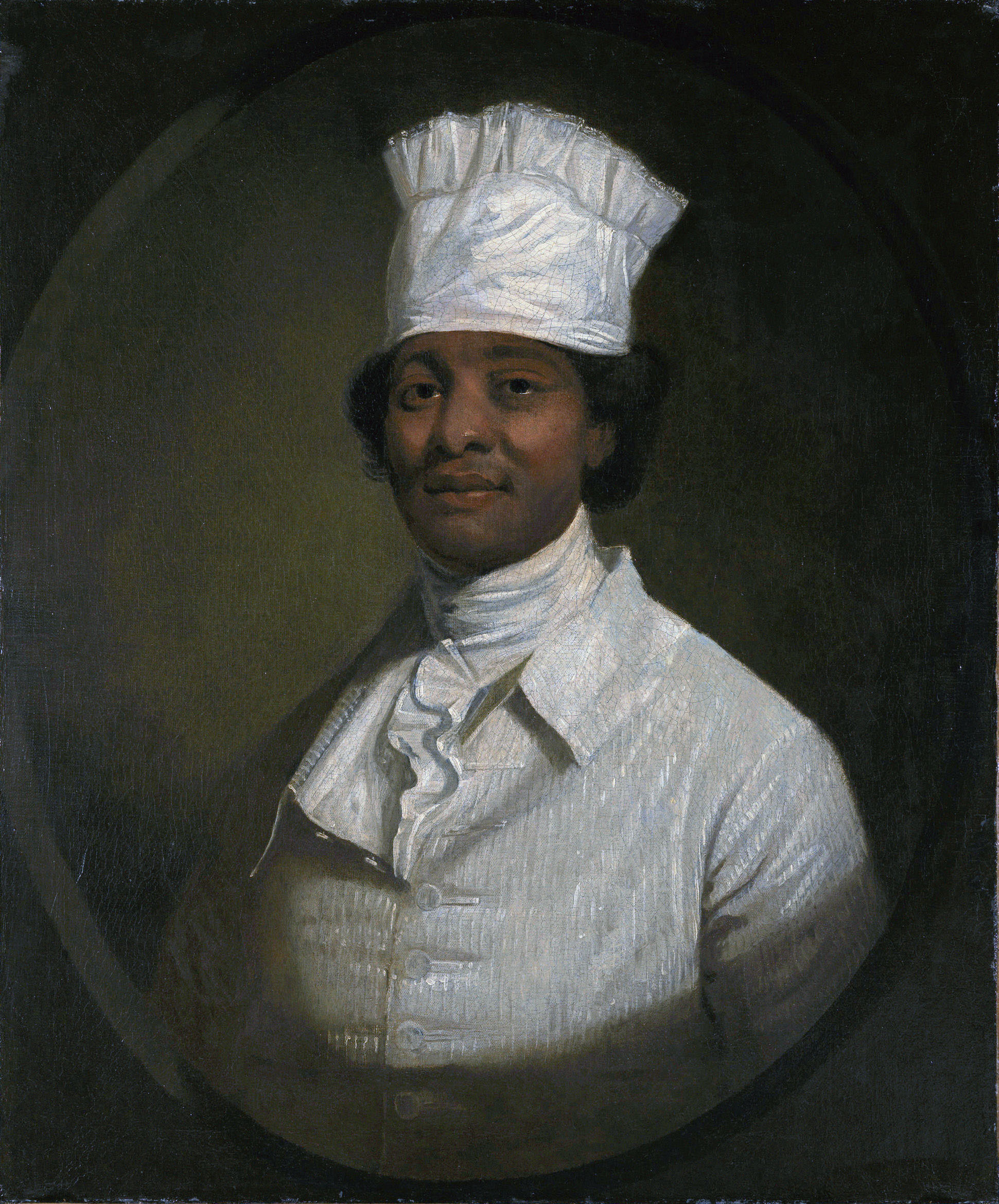
Gilbert Stuart, Portrait du cuisinier de George Washington (Hercules Posey), vers 1795-1797, musée Thyssen-Bornemisza.

Les esclaves revendiquent une certaine indépendance et contrecarrent Washington par le rythme et la qualité de leur travail. En 1760, celui-ci note que quatre de ses charpentiers ont quadruplé leur production de bois sous sa supervision personnelle. Trente-cinq ans plus tard, il dénigre ses charpentiers en les qualifiant de « bande de fainéants… de vauriens », qui mettraient un mois ou plus à terminer à Mount Vernon un travail qui est fait en deux ou trois jours à Philadelphie. La production des couturières diminue lorsque Martha est absente et les fileurs ont découvert qu'ils pouvaient ralentir leur rythme en jouant avec les superviseurs contre elle. Les outils sont régulièrement perdus ou endommagés, ce qui interrompt le travail. Washington désespère d'user des innovations qui pourraient améliorer l'efficacité, car il suppose que les travailleurs esclaves sont trop maladroits pour utiliser les nouvelles machines.
La fuite est l'acte de résistance le plus catégorique. Entre 1760 et 1799, au moins quarante-sept esclaves sous le contrôle de Washington s'échappent. Dix-sept d'entre eux, quatorze hommes et trois femmes, partent à bord d'un navire de guerre britannique qui a jeté l'ancre dans le fleuve Potomac près de Mount Vernon en 1781. En général, les esclaves afro-américains de deuxième ou troisième génération qui parlent bien anglais, possédent des compétences qui leur permettent de subvenir à leurs besoins en tant que personnes libres et qui sont en contact suffisamment étroit avec leurs maîtres pour bénéficier de privilèges spéciaux, ont les meilleures chances de réussite. Oney Judge, une couturière particulièrement talentueuse, et Hercules Posey s'échappent respectivement en 1796 et 1797, et ne sont pas repris. Washington prend au sérieux la capture de ces fugitifs. Dans trois cas, les esclaves qui s'étaient échappés sont vendus aux Antilles après leur capture, ce qui équivaut en fait à une condamnation à mort compte tenu des conditions de vie difficiles auxquelles les y esclaves sont soumis,,.

### Contrôle des esclaves
George Washington utilise à la fois des récompenses et des punitions pour encourager la discipline et la productivité au sein de sa population asservie. Une fois, il suggère que « des avertissements et des conseils » sont plus efficaces que « de nouvelles corrections ». Il fait parfois appel au sens de la fierté de la personne asservie pour l'encourager à obtenir de meilleurs résultats. Des récompenses sous forme de couvertures et de tissus de meilleure qualité sont offertes aux « plus méritants » ; il existe des exemples de paiements en espèces accordés pour un bon comportement. Washington s'oppose en principe à l'utilisation du fouet, mais considère cette pratique comme un mal nécessaire et autorise son utilisation occasionnelle, généralement en dernier recours, sur les esclaves, hommes et femmes, s'ils ne font pas, selon ses propres termes, « leur devoir par des moyens équitables ». Il existe des récits de charpentiers fouettés en 1758 lorsque le superviseur « pouvait voir une faute », d'un esclave appelé Jemmy fouetté pour avoir volé du maïs et s'être échappé en 1773, et d'une couturière appelée Charlotte, fouettée en 1793 par un superviseur « déterminé à lui saper le moral ou à lui écorcher le dos » pour impudence et refus de travailler,.
George Washington considère que la « passion » avec laquelle l'un de ses superviseurs administre les flagellations est contre-productive. La protestation de Charlotte selon laquelle elle n'a pas été fouettée depuis quatorze ans indique la fréquence à laquelle les châtiments corporels sont utilisés,. Les flagellations sont administrées par des superviseurs après enquête : Washington veut ainsi garantir que les esclaves sont épargnés des punitions arbitraires et extrêmes. Il ne fouette pas lui-même les esclaves, mais il recoure parfois à la violence verbale et physique lorsqu'ils ne font pas ce qu'il attend d'eux. Les contemporains le décrivent généralement comme ayant un comportement calme, mais plusieurs récits de ceux qui le connaissent en privé mentionnent son caractère. L'un d'eux écrit que « dans l'intimité et particulièrement avec ses domestiques, sa violence éclatait parfois ». Un autre rapporte que ses serviteurs « semblaient surveiller son regard et anticiper chacun de ses désirs ; un regard équivalait donc à un ordre ». Dans une entretien de 1833, le neveu de Washington Lawrence Lewis (1767-1839) rapporte une conversation avec un de ses menuisiers, qui rapporte un incident où, après avoir fait une erreur, il a reçu « une telle gifle sur le côté de ma tête que j'ai tourné sur moi-même ». Lorsqu'un valet ne nettoie pas correctement ses bottes, « le serviteur les a reçues sur la tête, mais sans que le général ne trahisse toute excitation au-delà de l’effort du moment – une minute après, il n’était pas moins calme et serein que d’habitude ». Les menaces de rétrogradation au travail des champs, de châtiments corporels et d'envoi aux Caraïbes font partie du système par lequel Washington contrôle sa population d'esclaves,.

## Évolution des positions de Washington

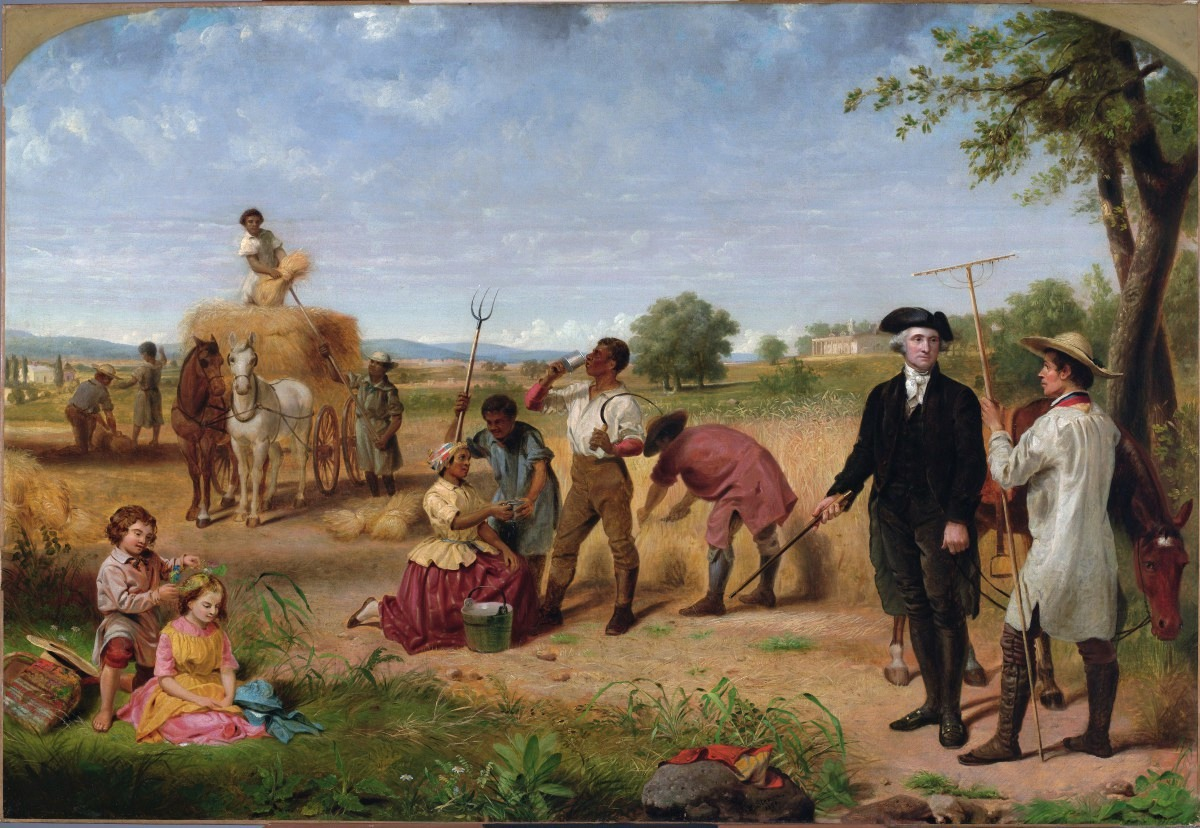
Junius Brutus Stearns, George Washington, fermier à Mount Vernon, 1851, musée des Beaux-Arts de Virginie.

Les premières opinions de George Washington sur l'esclavage ne sont pas différentes de celles de n'importe quel planteur de Virginie de l'époque. Il ne montre aucun scrupule moral à l'égard de l'institution et qualifie les esclaves de « sorte de bien » pendant ces années, comme il le fera plus tard dans sa vie lorsqu'il sera en faveur de l'abolition. L’économie de l’esclavage suscite ses premiers doutes sur l’institution, marquant le début d’une lente évolution dans son attitude à son égard. En 1766, il fait passer son activité de la plantation de tabac, qui demande beaucoup de travail, à la culture moins exigeante de céréales. Ses esclaves sont employés à une plus grande variété de tâches, qui nécessitent plus de compétences que celles requises par la plantation de tabac. En plus de la culture des céréales et des légumes, ils sont employés à l'élevage du bétail, au filage, au tissage et à la menuiserie. Certains chercheurs ont affirmé que la transition laisse Washington avec un surplus d'esclaves et lui fait découvrir les inefficacités du système de travail des esclaves, ; mais d'autres soutiennent que la transition n'a pas entraîné un surplus d'esclaves parce qu'il a trouvé d'autres travaux productifs à leur faire faire.
Il existe peu de preuves comme quoi George Washington a sérieusement remis en question l’éthique de l’esclavage avant la révolution américaine. Dans les années 1760, il participe souvent à des loteries de tavernes, au cours desquelles les dettes des défaillants sont réglées en tirant au sort leurs biens devant une foule en liesse. En 1769, il co-organise une de ces loteries au cours de laquelle cinquante-cinq esclaves sont vendus, parmi lesquels six familles et cinq femmes avec enfants. Les hommes mariés les plus précieux sont tirés au sort avec leurs femmes et leurs enfants ; les esclaves les moins précieux sont séparés de leurs familles dans des lots différents. Robin et Bella, par exemple, sont tirés au sort ensemble en tant que mari et femme tandis que leurs enfants, Sukey, douze ans, et Betty, sept ans, sont dans un lot séparé. Seul le hasard décide si la famille restera ensemble, et avec 1 840 billets en vente, leurs chances ne sont pas bonnes.
L'historien Henry Wiencek conclut que la répugnance ressentie par Washington face à cette cruauté à laquelle il a participé le pousse à décider de ne pas briser les familles d'esclaves par la vente ou l'achat, et marque le début d'une transformation dans sa pensée sur la moralité de l'esclavage. Wiencek écrit qu'en 1775, Washington prend plus d'esclaves que nécessaire plutôt que de briser la famille d'un esclave qu'il a accepté de prendre en paiement d'une dette. Les historiens Philip D. Morgan et Peter Henriques, ce dernier professeur émérite d’histoire à l’université George-Mason et membre du Mount Vernon committee of George Washington Scholars, sont sceptiques quant à la conclusion de Wiencek et estiment qu'il n'y a aucune preuve d'un quelconque changement dans la pensée morale de Washington à ce stade. Morgan écrit qu'en 1772, Washington est « tout en affaires » et « aurait pu acheter du bétail » en achetant plus d'esclaves qui devaient être, selon ses termes, « avec des membres droits, forts et doués à tous égards, avec de bonnes dents et un bon visage ». Morgan donne un récit différent de l'achat de 1775, écrivant que Washington a revendu l'esclave en raison de sa résistance à être séparé de sa famille et que la décision de le faire n'était « rien de plus que la piété conventionnelle des grands planteurs de Virginie qui disaient généralement qu'ils ne voulaient pas briser les familles d'esclaves et souvent, le faisaient quand même »,.

### Révolution américaine

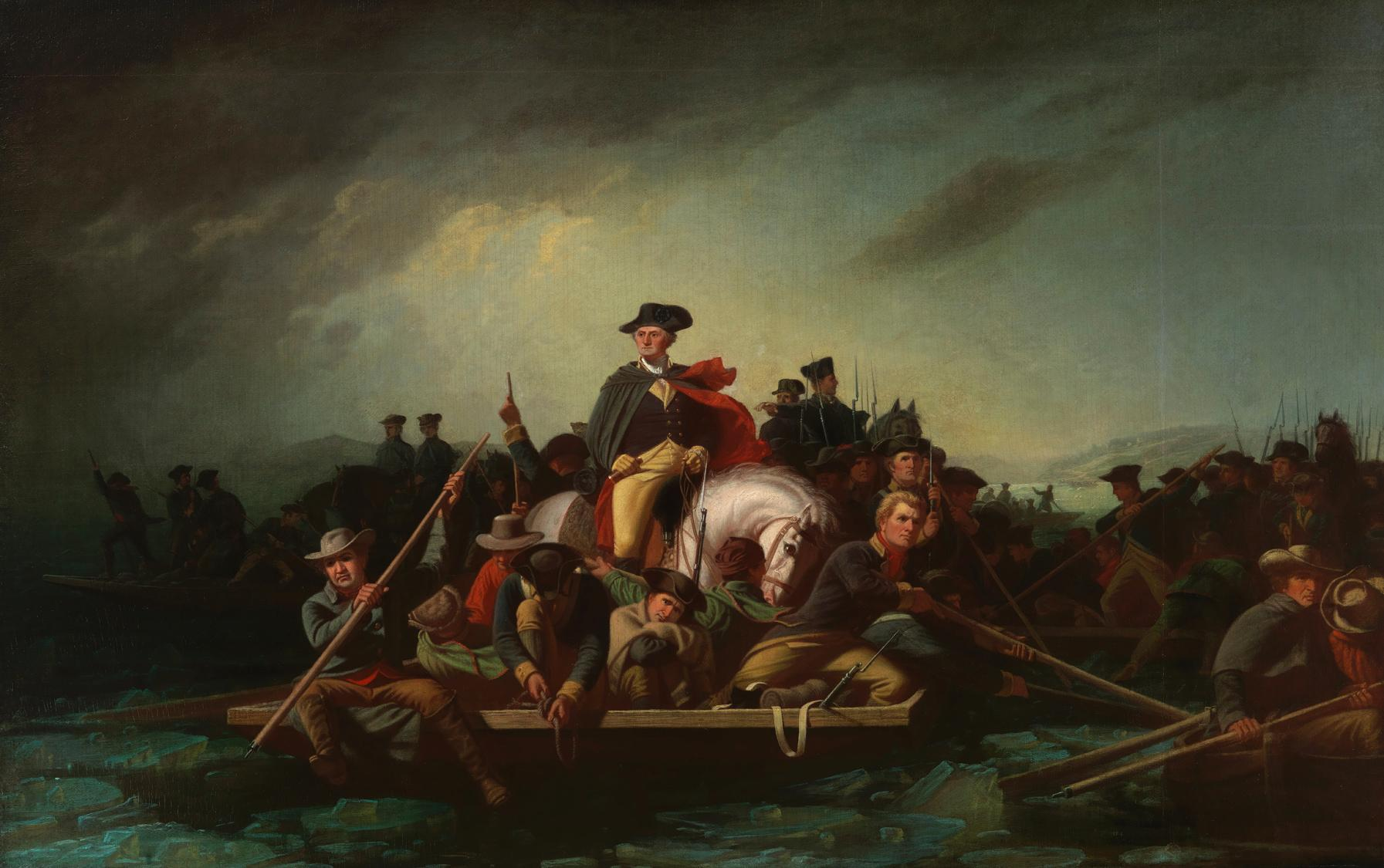
George Caleb Bingham, Washington traversant le Delaware, vers 1856-1871, Chrysler Museum of Art.

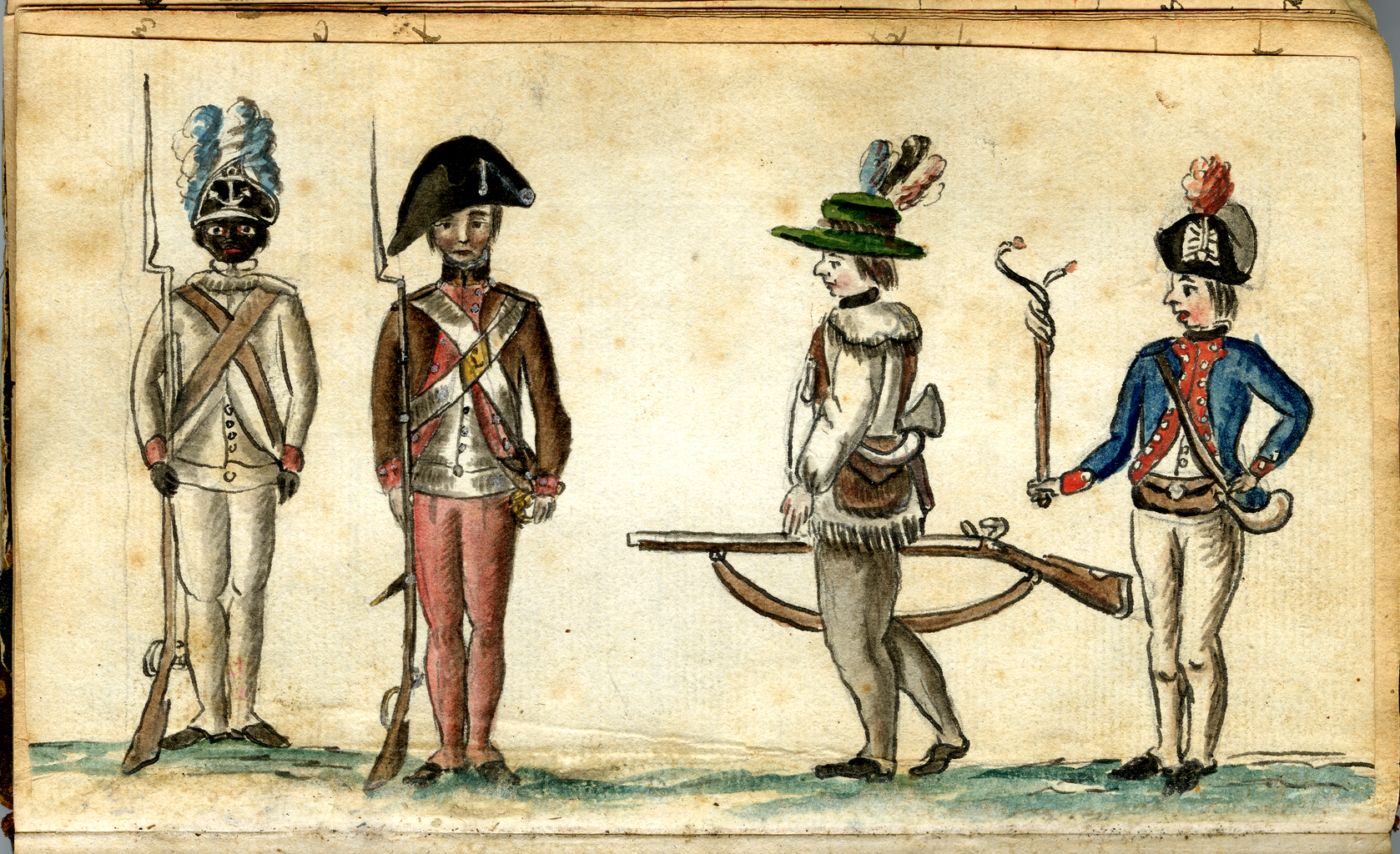
Jean-Baptiste-Antoine DeVerger, Soldats du 1er Regiment de
Rhode Island au siège de Yorktown (1781).

À partir de la fin des années 1760, George Washington se radicalise de plus en plus contre le statut de subordination des colonies nord-américaines au sein de l'Empire britannique. En 1774, il est un acteur clé dans l'adoption des Fairfax Resolves qui, parallèlement à l'affirmation des droits coloniaux, condamnent la traite négrière occidentale pour des raisons morales,. Il est signataire de l'intégralité du document et approuve ainsi publiquement la clause 17 « déclarant notre souhait sincère de voir un terme définitif à un commerce aussi pervers, cruel et contre nature. »
Il commence à révéler le fossé grandissant avec la Grande-Bretagne en termes d'esclavage, déclarant à l'été 1774 que les autorités britanniques « s'efforçaient par tous les moyens de l'Art et le despotisme à réparer les chaînes de l'esclavage » sur les colonies. Deux ans plus tard, lorsqu'il prend le commandement de la Continental Army à Cambridge au début de la guerre d'indépendance des États-Unis, il écrit dans ses ordres à ses troupes que « c'est une noble cause pour laquelle nous sommes engagés, c'est la cause de la vertu et de l'humanité... la liberté ou l'esclavage doit être le résultat de notre conduite ». L'hypocrisie ou le paradoxe inhérent aux propriétaires d'esclaves, qui caractérisent une guerre d'indépendance comme une lutte pour leur propre libération de l'esclavage, n'échappe pas à l'écrivain britannique Samuel Johnson, qui demande : « Comment se fait-il que nous entendions les cris de liberté les plus forts parmi les gardiens de nègres ? » Comme s'il répondait à Johnson, Washington écrit à un ami en août 1774 : « La crise est arrivée où nous devons faire valoir nos droits, ou nous soumettre à toutes les injonctions qui peuvent nous être imposées, jusqu'à ce que la coutume et l'usage fassent de nous des esclaves dociles et abjects, comme les Noirs sur lesquels nous gouvernons avec une telle domination arbitraire. »
Il partage la préoccupation commune du Sud concernant l’armement des Afro-Américains, esclaves ou libres, et refuse d'abord de les accepter dans les rangs de la Continental Army. Il change de position sur les Afro-Américains libres lorsque le gouverneur royal de Virginie, John Murray (4e comte de Dunmore), publie une proclamation en novembre 1775 offrant la liberté aux esclaves appartenant à des rebelles qui s'enrôlent dans les forces britanniques. Trois ans plus tard, confronté à une grave pénurie d'effectifs, Washington approuve une initiative du Rhode Island visant à lever un bataillon de soldats afro-américains,.

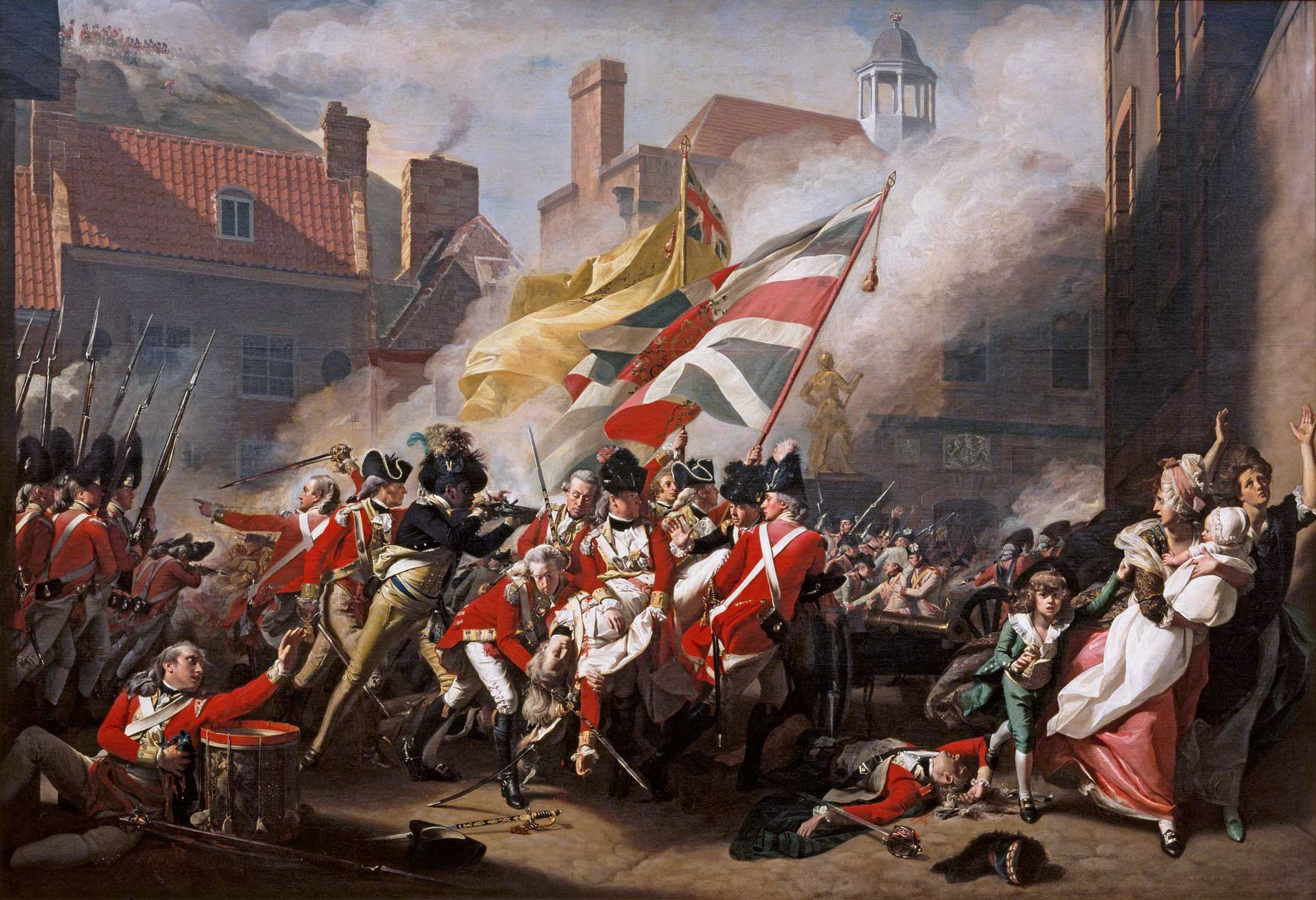
John Singleton Copley, La Mort du Major Peirson, 6 janvier 1781, avec un loyaliste noir habillé en noir et jaune au premier plan, 1783, Jersey Museum and Art Gallery.

Washington répond avec prudence à une proposition de son jeune assistant John Laurens, formulée en 1779, visant à recruter 3 000 travailleurs esclaves de Caroline du Sud, qui seraient récompensés par l'émancipation. Il craint qu'une telle démarche incite les Britanniques à faire de même, ce qui conduirait à une course aux armements dans laquelle les Américains seraient désavantagés, et qu'elle ne suscite le mécontentement de ceux qui restaient en esclavage,. Les dirigeants de la Caroline du Sud sont indignés lorsque le Congrès adopte des résolutions, que Wiencek suggère comme étant la première proclamation d’émancipation, soutenant la proposition et menaçant de se retirer de la guerre si elle était adoptée. Washington sait que le plan rencontrerait une résistance importante en Caroline du Sud et n’est pas surpris quand finalement il échoue,. Wiencek discute de la possibilité que l’inquiétude de Washington au sujet du mécontentement des esclaves à la suite du recrutement d’esclaves sud-caroliniens se propage à ses propres esclaves et donc « a résisté à un plan de recrutement qui pourrait entraîner la perte de ses biens, malgré une nécessité militaire impérieuse ». En 1780, il suggère à l'un de ses commandants l'intégration de recrues afro-américaines « pour abolir le nom et l'apparence d'un Black Corps ».
Pendant la guerre, environ 5 000 Afro-Américains servent dans une Continental Army, qui est plus intégrée que n'importe quelle force américaine avant la guerre du Viêt Nam ; 1 000 autres servent dans la Continental Navy. Ils représentent moins de trois pour cent de toutes les forces américaines mobilisées, bien qu'en 1778, ils fournissent jusqu'à 13 % de la Continental Army ,. À la fin de la guerre, les Afro-Américains servent aux côtés des Blancs dans pratiquement toutes les unités autres que celles constituées dans le Sud profond,.

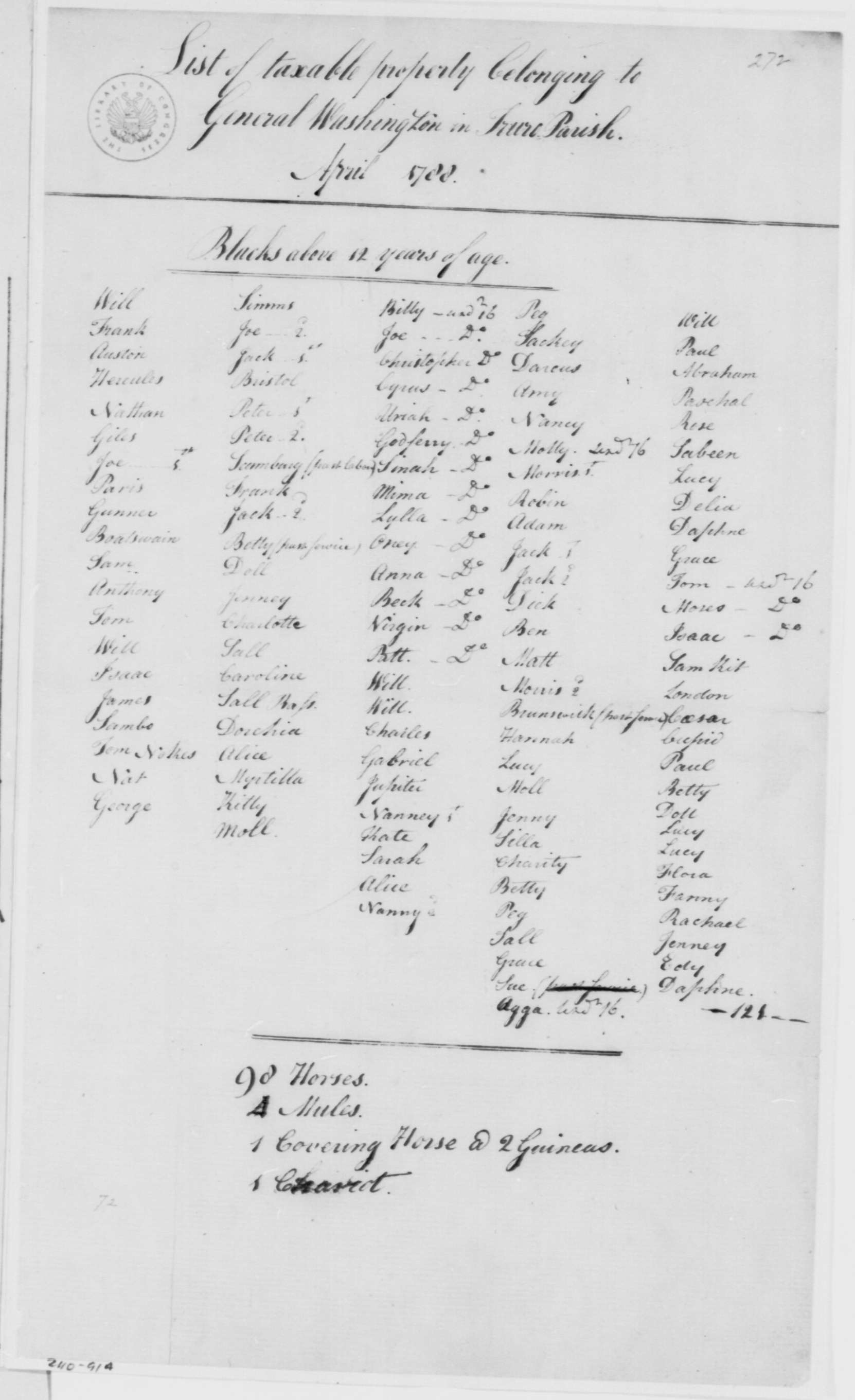
Biens imposables de Washington en avril 1788 : 121 esclaves (« Noirs de plus de 12 ans »), 98 chevaux, 4 mules, 1 étalon (« cheval de couverture ») et 1 chariot, Library of Congress American Memory.

La première indication d'un changement d'attitude de George Washington à l'égard de l'esclavage apparait pendant la guerre, dans sa correspondance de 1778 et 1779 avec Lund Washington, qui gère Mount Vernon en son absence. Dans l'échange de lettres, Washington, en conflit avec lui-même, exprime son désir de « se débarrasser des Noirs », mais fait clairement part de sa réticence à les vendre dans un lieu public et de son souhait que « le mari et la femme, les parents et les enfants ne soient pas séparés les uns des autres ». Sa détermination à ne pas séparer les familles devient une complication majeure dans ses réflexions sur la vente, l'achat et, le moment venu, l'émancipation de ses propres esclaves. Les restrictions qu'il impose placent Lund dans une position difficile pour deux esclaves femmes qu'il a déjà presque vendues en 1778 ; son irritation est évidente dans sa demande d'instructions claires à Washington. Malgré la réticence de Washington à briser les familles, il existe peu de preuves que des considérations morales aient joué un rôle dans sa réflexion à ce stade. Il cherche à se libérer d’un système économiquement non viable et non à libérer ses esclaves. Il s’agit toujours d’une propriété dont il espère tirer profit. Durant une période de grave dépréciation due à la guerre, la question n’est pas de savoir s’il faut vendre ses esclaves, mais quand, où et comment les vendre au mieux. Lund vend neuf esclaves, dont deux femmes, en janvier 1779,,.
Les actions de Washington à la fin de la guerre ne révèlent pas grand-chose en termes d’inclinations antiesclavagistes. Il est impatient de récupérer ses propres esclaves et refuse d'examiner les offres britanniques de compensation pour les plus de 80 000 loyalistes noirs, d'anciens esclaves qu'il ont évacués ; Washington insiste sans succès pour que les Britanniques les rendent à leurs propriétaires conformément à une clause des articles préliminaires de paix qui interdisent aux Britanniques de « s'emparer de nègres ou d'autres biens des habitants américains »,,. Avant de démissionner de sa prérogative de commandant en chef en 1783, Washington profite de l'occasion pour donner son avis sur les défis qui menacent l'existence de la nouvelle nation dans sa Circulaire aux États. Cette Circulaire fustige les « préjugés locaux » mais refuse explicitement d'en nommer aucun, « laissant le dernier au bon sens et à la sérieuse considération de ceux qui sont directement concernés »,.

### Période de la Confédération

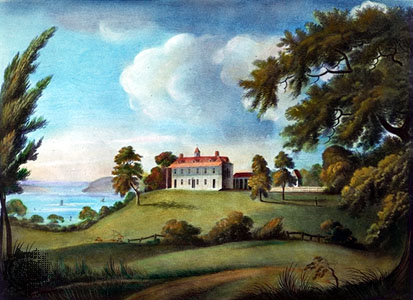
Francis Jukes, Mount Vernon vers 1800.

L'émancipation devient un enjeu majeur en Virginie après la libéralisation en 1782 de la loi concernant l'affranchissement, l'acte par lequel un propriétaire libère ses esclaves. Avant 1782, une manumission nécessite l'obtention du consentement de l'assemblée législative de l'État, ce qui est difficile et rarement accordé. Après 1782, inspiré par la rhétorique qui a conduit la révolution, il devient populaire d’affranchir les esclaves. La population afro-américaine libre en Virginie passe de 3 000 à plus de 20 000 personnes entre 1780 et 1800 ; le recensement des États-Unis de 1800 y dénombre environ 350 000 esclaves. L'intérêt pro-esclavagiste se réaffirme à cette époque,. L'historien Kenneth Morgan écrit : « ... la guerre révolutionnaire a été un tournant crucial dans la réflexion de Washington sur l'esclavage. Après 1783... il a commencé à exprimer plus fréquemment ses tensions intérieures au sujet du problème de l'esclavage, mais toujours en privé... » Philip Morgan identifie quatre points de tournant et estime qu'aucun n'a été déterminant : le passage des cultures de tabac aux cultures céréalières dans les années 1760 et la constatation des inefficacités économiques de l’institution ; l’élargissement de ses points de vue pendant la Révolution américaine et les principes sur lesquels elle a été combattue ; l’influence d’abolitionnistes comme Lafayette, Thomas Coke, Francis Asbury et Pleasants au milieu des années 1780 et son soutien à l’abolition par un processus législatif progressif ; ses tentatives pour se libérer de l'esclavage au milieu des années 1790. La plupart des historiens s'accordent à dire que la Révolution est au cœur de l'évolution des considérations de Washington sur l'esclavage,. Il est probable que la rhétorique révolutionnaire sur les droits de l'homme, le contact étroit avec les jeunes officiers antiesclavagistes qui ont servi avec lui, comme Laurens, le marquis de Lafayette et Alexander Hamilton, et l’influence de ses collègues du Nord contribuent à ce processus,. Les historiens Joseph Ellis et John E. Ferling incluent sa vision des Afro-Américains se battant pour la cause comme un autre facteur,.
George Washington est entrainé dans le débat abolitionniste d'après-guerre par ses contacts avec des amis antiesclavagistes, leur réseau transatlantique de learders abolitionnistes et la littérature produite par le mouvement antiesclavagiste, bien qu'il soit réticent à donner sa propre opinion sur la question et ne le fait généralement que lorsque le sujet est soulevé pour la première fois avec lui. À sa mort, sa vaste bibliothèque comprend au moins dix-sept publications sur l’esclavage. Six d'entre elles sont rassemblées dans un volume luxueusement relié intitulé Tracts on Slavery, ce qui indique qu'il attache une certaine importance à cette sélection. Cinq des six ont été publiées en 1788 ou après. Toutes les six partagent des thèmes communs selon lesquels les esclaves doivent d'abord être éduqués sur les obligations de la liberté avant de pouvoir être émancipés, une croyance que Washington aurait lui-même exprimée en 1798, et que l'abolition doit être réalisée par un processus législatif graduel, une idée qui commence à apparaître dans sa correspondance pendant la période de la Confédération,.
George Washington n'est pas impressionné par ce que Dorothy Twohig, un ancien rédacteur en chef des Washington Papers, décrit comme les « exigences impérieuses » et la « piété évangélique » des efforts des Quakers pour faire avancer l'abolition. En 1786, il se plaint de leur « manipulation et de leur séduction » des esclaves, qui « sont heureux et satisfaits de rester avec leurs maîtres actuels »,. Seuls les abolitionnistes les plus radicaux réclament une émancipation immédiate et non progressive, qui réparerait rapidement une grave injustice, mais les abolitionnistes prudents craignent qu'une émancipation soudaine ne perturbe également le marché du travail, ainsi que les personnes âgées et infirmes dont les propriétaires d'esclaves sont tenus de prendre soin. Le grand nombre de pauvres au chômage, quelle que soit leur couleur, est une source de préoccupation dans l’Amérique du XVIIIe siècle, à tel point que l’expulsion et la réinstallation des étrangers font souvent partie du discours sur l’émancipation. Une fin soudaine de l’esclavage entrainerait également une perte financière importante pour les propriétaires d’esclaves dont la propriété de personnes représente un atout précieux. L’émancipation progressive est considérée comme un moyen d’atténuer une telle perte et de réduire l’opposition de ceux qui ont un intérêt financier à maintenir l’esclavage.

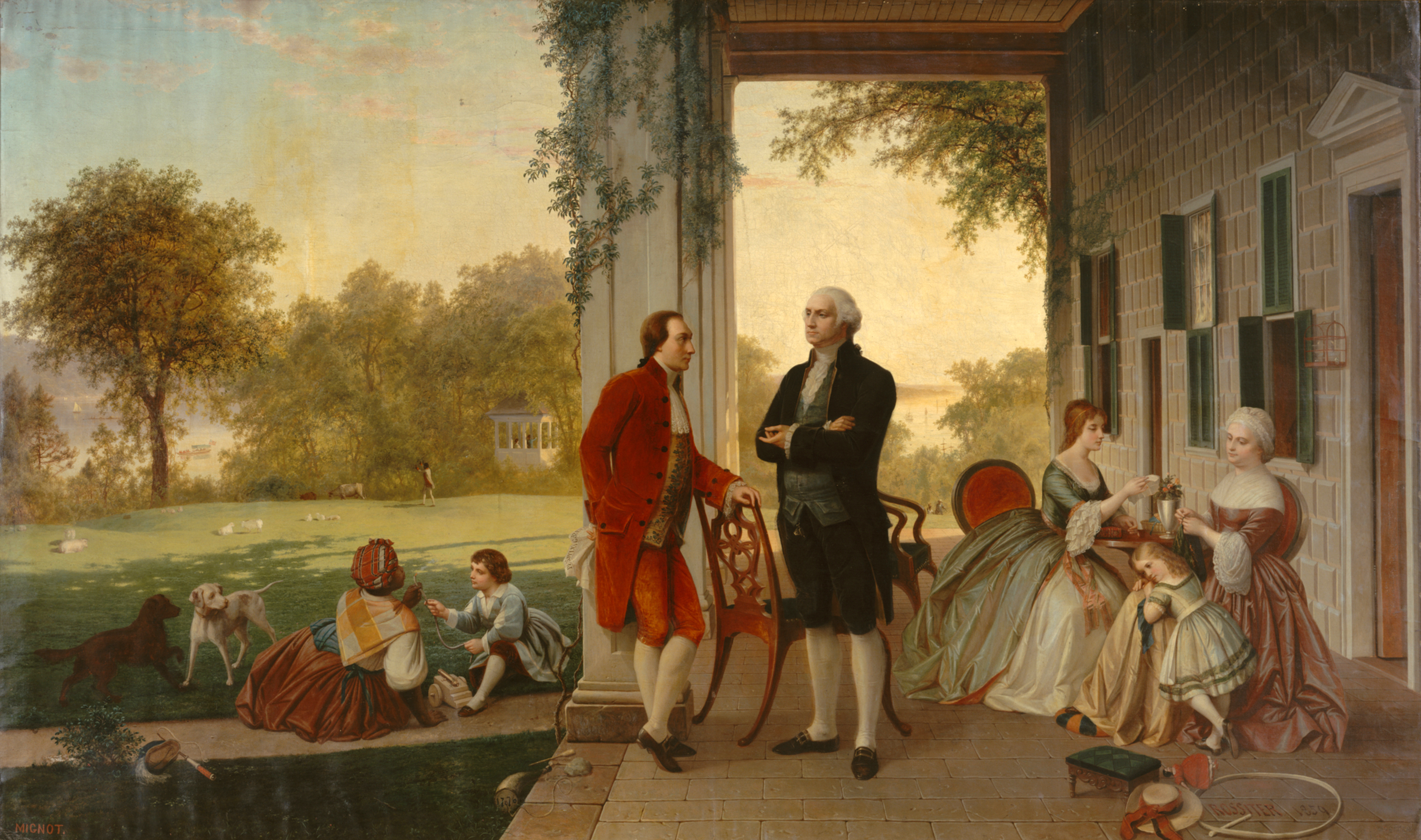
Louis Rémy Mignot et Thomas Prichard Rossiter, Washington et Lafayette à Mount Vernon, 1784, 1859, Metropolitan Museum of Art.

En 1783, Lafayette propose une coentreprise pour établir une colonie expérimentale pour les esclaves libérés qui, avec l'exemple de Washington, « pourrait en faire une pratique générale », mais celui-ci s'y oppose. Alors que Lafayette poursuit son plan, Washington lui exprime ses encouragements mais émet en 1786, des inquiétudes quant aux « nombreux désagréments et méfaits » qu'une émancipation brutale pourrait engendrer, et il n'apporte aucun soutien tangible à cette idée,. Washington et Lafayette  discutent de l’esclavage lorsque Lafayette rend visite à Washington à Mount Vernon en août 1784, bien que Washington pense que le moment n’est pas encore venu pour une résolution et se demande comment une plantation de Virginie pourrait être gérée sans travail forcé. De retour en France, Lafayette achète une plantation dans la colonie française de Cayenne et informe Washington de ses progrès par lettre en 1786. Lafayette prend  en compte les préoccupations concernant l’émancipation brutale des esclaves, payant et éduquant les esclaves qu’il a installés dans la plantation avant de les libérer. Il devient une figure de proue du mouvement français contre la traite des esclaves et un membre correspondant du mouvement britannique. Washington n’aurait pas eu connaissance des activités anti-esclavagistes de Lafayette à Cayenne ou en Europe de Lafayette lui-même ; bien que les deux continuent à correspondre jusqu'au décès de Washington, le sujet de l’esclavage disparait pratiquement de leurs lettres. L’expérience à Cayenne s’achève en 1792, lorsque la plantation est vendue par le gouvernement révolutionnaire français après l’emprisonnement de Lafayette par les Autrichiens,.
George Washington exprime son soutien à la législation d'émancipation auprès des éminents méthodistes Thomas Coke et Francis Asbury en 1785, mais refuse de signer leur pétition qui (comme le dit Coke) demande à « l'Assemblée générale de Virginie d'adopter une loi pour l'émancipation immédiate ou progressive de tous les esclaves »,,. Washington fait part en privé de son soutien à une telle législation à la plupart des hommes qui comptent en Virginie, et promet de commenter publiquement la question par lettre à l'Assemblée de Virginie si celle-ci entame une délibération sérieuse à la suite de la pétition des méthodistes. L'historienne Lacy Ford écrit que Washington a peut-être dissimulé ses intentions : « Selon toute vraisemblance, Washington était honnête quant à son désir général d'une émancipation progressive, mais il a dissimulé sa volonté de parler publiquement en sa faveur ; le maître de Mount Vernon a presque certainement pensé que la législature déposerait immédiatement la pétition et le libérerait ainsi de toute obligation de commenter publiquement la question. » La mesure est rejetée sans opposition à la Chambre des délégués de Virginie, car les législateurs abolitionnistes font rapidement marche arrière plutôt que de subir une défaite inévitable,. Washington écrit à Lafayette, désespéré : « Des pétitions furent présentées à l'Assemblée lors de sa dernière session pour l'abolition de l'esclavage, mais elles n'obtinrent guère d'attention. » L'interprétation de James Thomas Flexner est quelque peu différente de celle de Lacy Ford : « Washington était disposé à soutenir publiquement la pétition des méthodistes pour une émancipation progressive si la proposition montrait la moindre possibilité d'être prise en considération par la législature de Virginie. » Flexner ajoute que, si Washington avait été plus audacieux dans sa quête de l'émancipation en Virginie, alors « il n'aurait sans doute pas réussi à mettre fin à l'esclavage, et il aurait certainement rendu impossible le rôle qu'il a joué dans la Convention constitutionnelle et la présidence. »

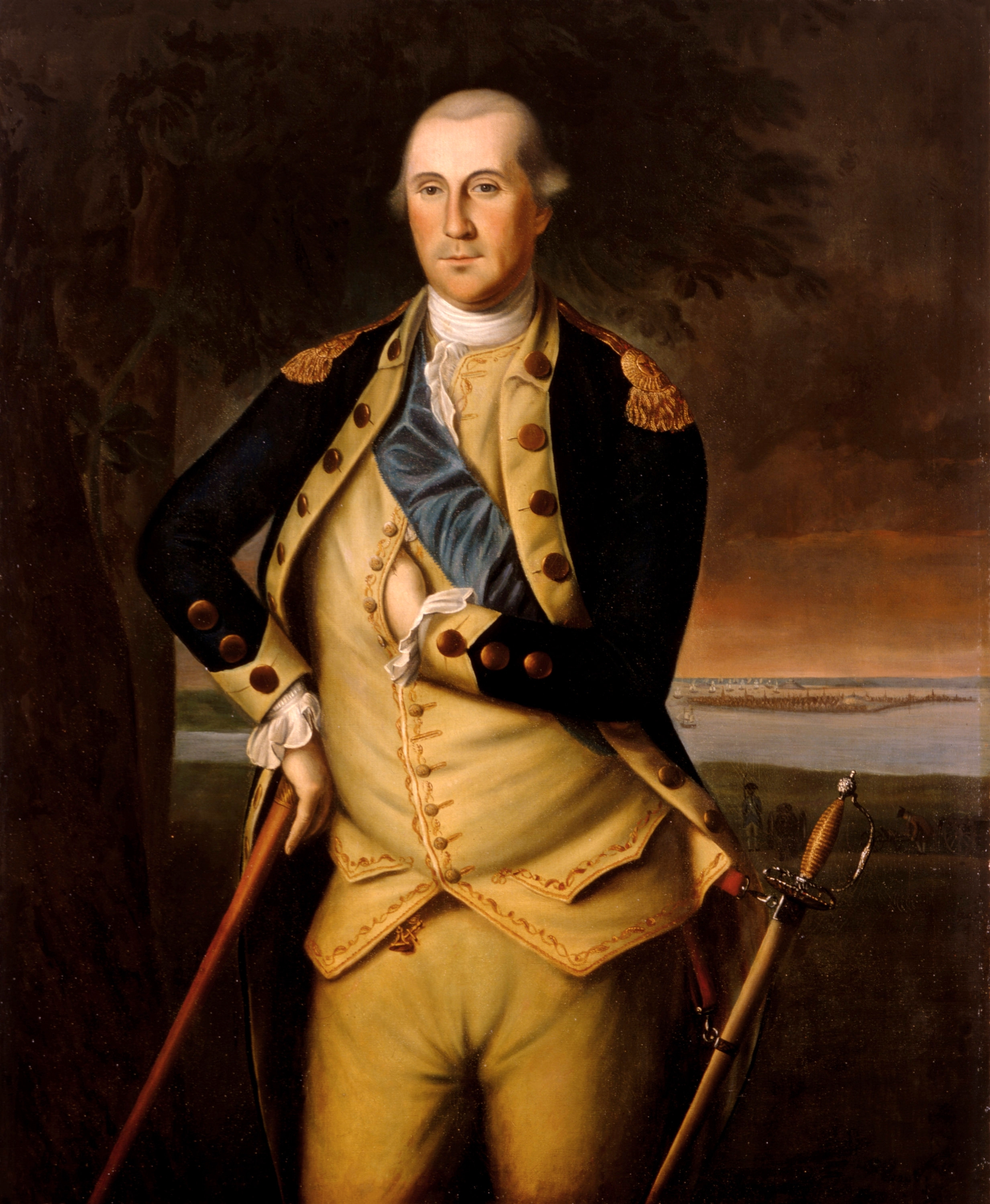
Charles Willson Peale, George Washington en 1776, Maison-Blanche.

Henriques identifie le souci de Washington pour le jugement de la postérité comme un facteur important dans sa pensée sur l'esclavage, écrivant : « Aucun homme n'avait un plus grand désir d'immortalité séculière, et [Washington] comprenait que sa place dans l'histoire serait ternie par sa possession d'esclaves. » Philip Morgan identifie de la même manière l'importance de son ambition profonde pour la célébrité et le respect public en tant qu'homme d'honneur. En décembre 1785, le quaker et compatriote virginien Robert Pleasants « [frappa] Washington là où ça faisait le plus mal », écrit Morgan, lorsqu'il lui dit que rester propriétaire d'esclaves ternirait à jamais sa réputation. John Rhodehamel, ancien archiviste à Mount Vernon et conservateur des manuscrits historiques américains à la Bibliothèque Huntington, caractérise Washington comme quelqu’un qui veut « surtout le genre de renommée qui signifiait une réputation durable comme un homme d’honneur. » Selon Gordon S. Wood, « Beaucoup d’actions de [Washington] après 1783 ne peuvent être comprises qu’en termes de cette profonde préoccupation pour sa réputation de dirigeant vertueux ». Ron Chernow écrit : « ...la pensée de sa haute destinée dans l’histoire n’était jamais loin de l’esprit de [Washington] ».
L'année suivante, dans une correspondance avec le politicien du Maryland John Francis Mercer, Washington exprime sa « grande répugnance » à acheter des esclaves, déclare qu'il n'en achètera plus « à moins que des circonstances particulières ne l'y obligent » et fait clairement part de son désir de voir l'institution de l'esclavage disparaître par un processus législatif progressif,. Il exprime largement son soutien à la législation abolitionniste, mais en privé, partageant ces vues avec les principaux Virginiens et avec d'autres dirigeants, dont John Francis Mercer et le père fondateur Robert Morris de Pennsylvanie, à qui il écrit :

« Je peux seulement dire qu’il n’y a pas un homme vivant qui souhaite plus sincèrement que moi voir un plan adopté pour l’abolition de cette peine – mais il n’y a qu’un seul moyen approprié et efficace par lequel cela peut être accompli, et c’est par l’autorité législative : et celle-ci, dans la mesure où mon suffrage ira, ne fera jamais défaut. »

George Washington a toujours besoin de main d’œuvre pour exploiter ses fermes, et il n’y a guère d’alternative à l’esclavage. La main d'œuvre salariée au sud de la Pennsylvanie est rare et chère, et la révolution a coupé l'approvisionnement en serviteurs sous contrat et en main d'œuvre forcée en provenance de Grande-Bretagne,. Il réduit considérablement ses achats d'esclaves après la guerre, bien qu'il ne soit pas clair s'il s'agit d'une décision morale ou utilitaire ; il déclare à plusieurs reprises que son stock et sa descendance potentielle sont suffisants pour ses besoins actuels et à venir,. Néanmoins, il négocie avec John Mercer pour accepter six esclaves en paiement d'une dette en 1786, et exprime à Henry Lee III son désir d'acheter un maçon l'année suivante,. En 1788, il acquiert trente-trois esclaves de la succession de Bartholomew Dandridge en règlement d'une dette et les laisse à la veuve de Dandridge sur sa propriété à Pamocra, dans le comté de New Kent, en Virginie,. Plus tard la même année, il décline une suggestion du principal abolitionniste français Jacques Pierre Brissot de former et de devenir président d'une Société abolitionniste en Virginie, déclarant que même s'il est en faveur d'une telle Société et la soutiendrait, le moment n'est pas encore venu d'affronter la question. L'historien James Flexner écrit que, d'une manière générale, « Washington s'est limité à déclarer que, si un mouvement authentique vers l'émancipation pouvait être lancé en Virginie, il lui apporterait son soutien. Aucun mouvement de ce genre n’a pu être lancé. »

### Constitution des États-Unis

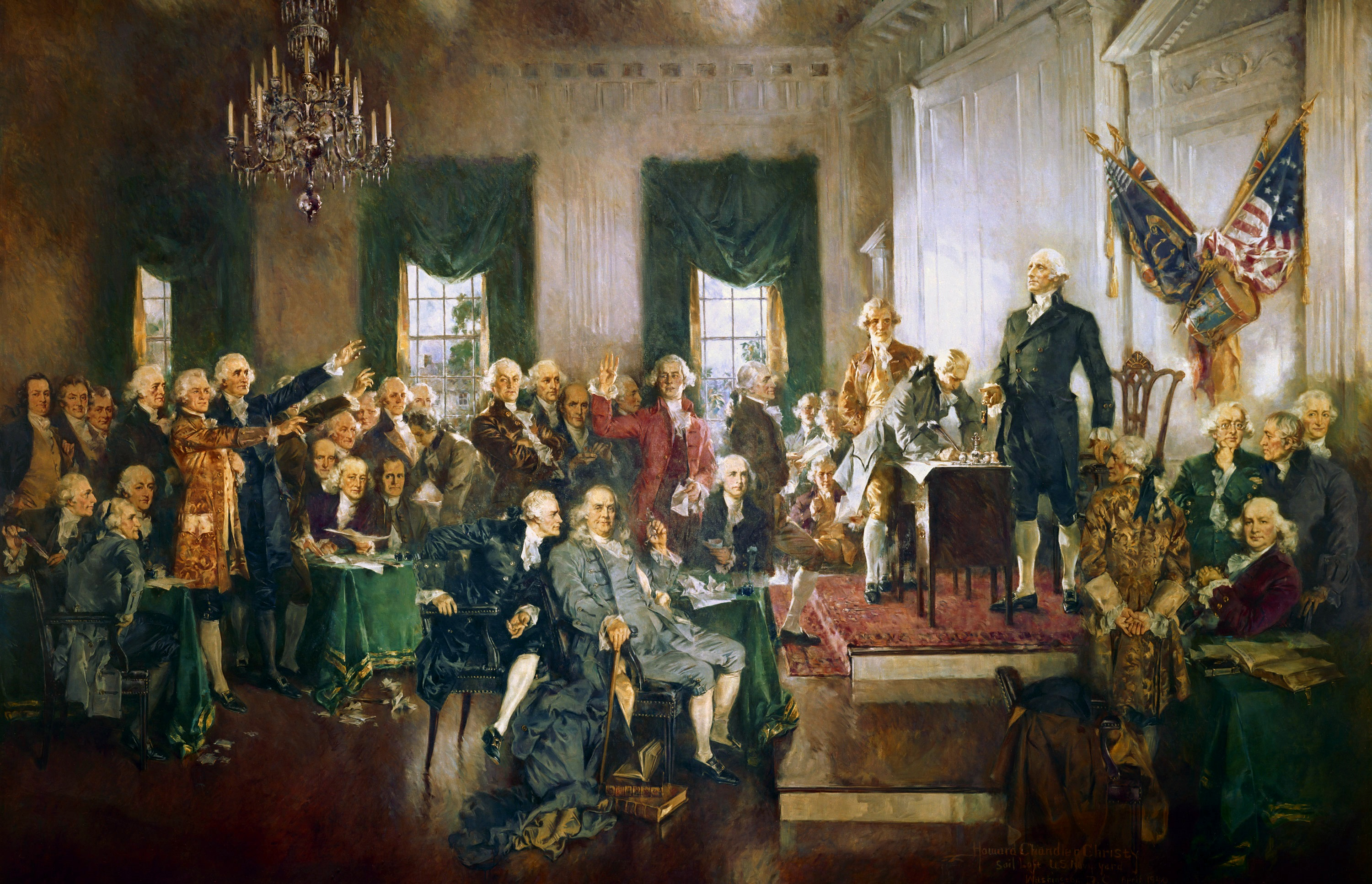
Howard Chandler Christy, Scène de la signature de la Constitution des États-Unis, 1940, Capitole des États-Unis. George Washington est debout devant le bureau.

Washington préside la convention de Philadelphie de 1787, au cours de laquelle il devient évident que la question de l'esclavage est explosive, à quel point la faction antiesclavagiste est prête à accepter la préservation de cette institution oppressive pour assurer l'unité nationale et l'établissement d'un gouvernement fédéral fort. La Constitution autorise mais n'exige pas le maintien de l'esclavage ; elle évite délibérément l'utilisation du mot « esclave » qui pourrait être interprété comme autorisant le traitement des êtres humains comme des biens dans tout le pays. Chaque État est autorisé à le conserver, à le modifier ou à le supprimer comme il le souhaite, bien que le Congrès puisse adopter diverses politiques qui affecteraient cette décision dans chaque État. En 1776, l'esclavage est légal dans les Treize Colonies, mais à la mort de Washington en décembre 1799, huit États sont libres et neuf États esclavagistes ; cette division est considérée comme pleinement constitutionnelle.
Le soutien des États du Sud à la nouvelle constitution est assuré en leur accordant des concessions qui protégent l'esclavage, notamment la clause sur les esclaves fugitifs, qui exige qu’une « personne tenue au service ou au travail » (habituellement un esclave, apprenti ou serviteur), qui fuit dans un autre État soit renvoyée à son maître dans l’État dont elle s’est échappée, ainsi que des clauses qui promettent que le Congrès n'interdira pas la traite transatlantique des esclaves pendant vingt ans, et d'autres qui autorisent (mais ne l'obligent pas) le Congrès à autoriser la répression des insurrections telles que les révoltes d'esclaves,. La Constitution comprend également le compromis des trois-cinquièmes qui est à double tranchant : aux fins de taxation et de représentation, trois esclaves sur cinq sont comptés, ce qui signifie que chaque État esclavagiste devra payer moins d'impôts mais aura également moins de représentation au Congrès que si chaque esclave est compté. Après la convention, le soutien de Washington est essentiel pour amener les États à ratifier le document.

### Années présidentielles

Gilbert Stuart, George Washington, 1797, portrait de George Washington à la Maison-Blanche. Il peut être identifié comme une copie par l’erreur intentionnelle "États-Unis" sur le livre en bas à gauche. L’original est conservé à la National Portrait Gallery (États-Unis).

La position prééminente de Washington garantit que toute action qu’il entreprend à l’égard de ses propres esclaves devient un préjugé dans un débat national sur l’esclavage qui menace de diviser le pays. Wiencek suggère que Washington envisage de faire précisément une déclaration sur le sujet lors de son accession à la présidence en 1789. Un passage du carnet de son biographe, David Humphreys , daté de la fin de 1788 ou du début de 1789, contient une déclaration qui ressemble à la clause d'émancipation figurant dans son testament une décennie plus tard. Wiencek soutient que ce passage est un brouillon d’une annonce publique que Washington envisage, dans laquelle il déclarerait l’émancipation de certains de ses esclaves. Cela marque, croit Wiencek, une épiphanie morale dans sa pensée, le moment où il décide non seulement d'émanciper ses esclaves mais aussi de profiter de l'occasion pour donner l'exemple que Lafayette a préconisé en 1783. D'autres historiens contestent la conclusion de Wiencek ; Henriques et Joseph Ellis sont d'accord avec l'opinion de Philip Morgan selon laquelle Washington n'a connu aucune épiphanie au cours d'une « lutte longue et acharnée » dans laquelle il n'y a pas eu de tournant unique. Morgan soutient que le passage de Humphreys est « l'expression privée du remords » d'un homme incapable de s'extraire du « réseau enchevêtré » de la « dépendance mutuelle » vis-à-vis de l'esclavage, et que Washington pense qu'il vaut mieux éviter tout commentaire public sur un sujet aussi controversé au nom de l'unité nationale,,,.

#### Comme Président
Washington devient président à une époque où le sentiment révolutionnaire contre l’esclavage cède la place à une résurgence des intérêts proesclavagistes. Aucun État n’envisage de faire de l’esclavage un problème lors de la ratification de la nouvelle constitution, les États du Sud ont renforcé leur législation sur l’esclavage et les personnalités éminentes de la lutte contre l’esclavage restent muettes sur cette question en public. Washington comprend qu’il y a peu de soutien organisé et généralisé en faveur de l’abolition. Il a un sens aigu de la fragilité de la République naissante et de sa place en tant que figure unificatrice, et il est déterminé à ne mettre en danger ni l'un ni l'autre en affrontant un problème aussi conflictuel et enraciné que l'esclavage,.
Il est président d'un gouvernement qui fournit un soutien matériel et financier aux efforts français pour réprimer la révolte des esclaves de Saint-Domingue en 1791 et qui met également en œuvre la loi proesclavagiste sur les esclaves fugitifs de 1793,,. La loi sur les esclaves fugitifs donne effet à la clause sur les esclaves fugitifs et à la clause d'extradition de la Constitution, qui prévoit l’extradition d’un criminel accusé vers l’État où il aurait commis un crime. La loi est adoptée à une écrasante majorité au Congrès (par exemple, le vote est de 48 contre 7 à la Chambre des représentants) et est ensuite signée par Washington. Elle est décriée par les Noirs libres qui croient à juste titre qu'elle autorise la chasse aux primes et les enlèvements. Bien que le libellé de la loi exige que toute personne saisie comme esclave fugitif soit conduite devant un juge ou un magistrat pour certifier la saisie avant de l'expulser de l'État, cette exigence est souvent ignorée dans la pratique. En effet, la loi est rédigée au milieu d'une controverse au sujet d'un homme noir libre nommé John Davis qui a été enlevé en Pennsylvanie et amené en Virginie, mais elle ne résout même pas cette controverse ; les ravisseurs de Virginie n'ont jamais été extradés vers la Pennsylvanie et John Davis est resté esclave.

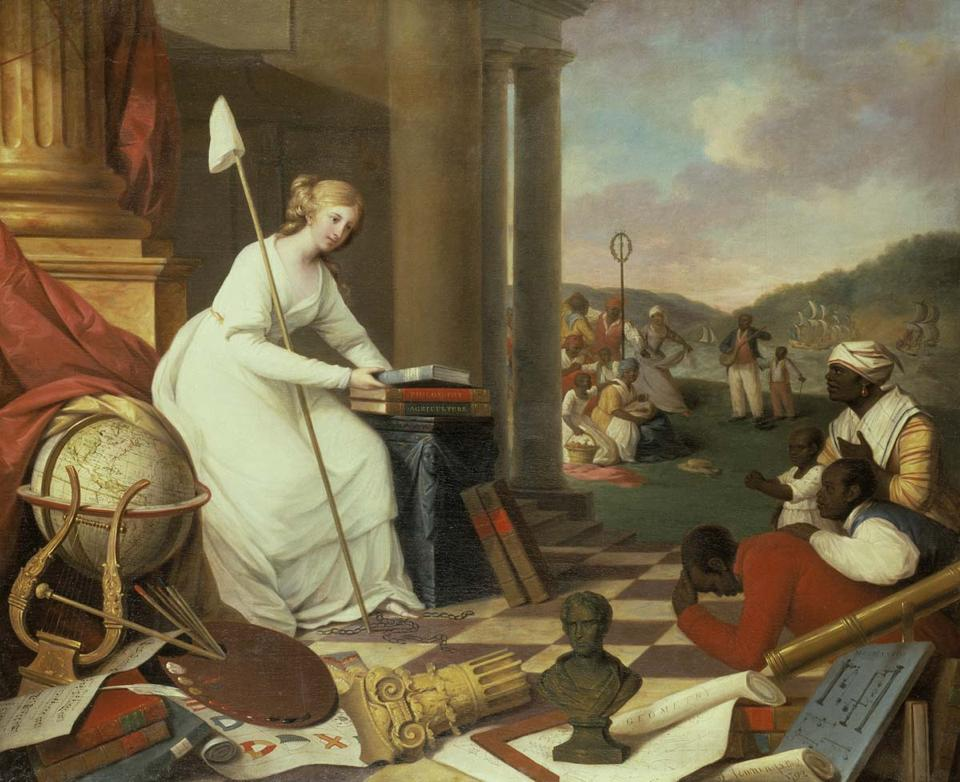
Samuel Jennings, Liberté présentant les arts et les sciences ou Le génie de l’Amérique encourageant l’émancipation des noirs, 1792, Library Company of Philadelphia.

Du côté antiesclavagiste, Washington signe en août 1789 une reconstitution de l'ordonnance du Nord-Ouest de 1787, qui a libéré tous les nouveaux esclaves amenés après 1787 dans une vaste étendue de territoire fédéral au nord de la rivière Ohio, à l'exception des esclaves fuyant les États esclavagistes,. Cette loi de 1787 devient caduque lorsque la nouvelle constitution américaine est ratifiée en mars 1789 ; le Congrès la réaffirme avec l'ordonnance du Nord-Ouest de 1789, qui inclut la restriction de l'esclavage. Washington promulge également la loi sur la traite des esclaves de 1794, qui interdit l'implication des navires américains et des exportateurs américains dans la traite négrière occidentale. De plus, selon son biographe James Thomas Flexner, Washington, en tant que président, affaiblit l'esclavage en favorisant les plans économiques d'Alexander Hamilton par rapport à l'économie agricole de Jefferson.
Washington ne parle jamais publiquement de la question de l’esclavage au cours de ses huit années de présidence ; il ne répond pas, et encore moins donne suite, aux pétitions contre l’esclavage qu’il reçoit. Il décrit une pétition Quaker de février 1790 au Congrès demandant la fin immédiate de la traite des esclaves comme « une affaire mal jugée » qui « a occasionné une grande perte de temps », bien que l'historien Paul F. Boller observe que le Congrès débat longuement de cette pétition pour conclure qu'il n'a aucun pouvoir pour faire quoi que ce soit à ce sujet, donc « le mémorial Quaker a peut-être été une perte de temps en ce qui concerne les résultats pratiques immédiats »,. Washington approuve les manœuvres de James Madison à la Chambre pour reporter toute discussion sur la fin de la traite des esclaves jusqu'en 1808, comme le précise la Constitution. Ses aspirations abolitionnistes pour la nation sont centrées sur l'espoir que l'esclavage disparaîtra naturellement au fil du temps avec l'Act Prohibiting Importation of Slaves de 1808, la date la plus proche à laquelle une telle législation peut être adoptée comme convenu lors de la Convention constitutionnelle,.
À la fin de sa présidence, il déclare à son secrétaire d'État Edmund Randolph, qu'en cas de confrontation entre le Nord et le Sud, il a « décidé de se retirer et de faire partie du Nord » (c'est-à-dire de quitter la Virginie et de se déplacer vers le Nord). En 1798, il imagine un tel conflit lorsqu'il déclare : « Je peux clairement prévoir que rien d'autre que l'éradication de l'esclavage ne pourra perpétuer l'existence de notre union. », Mais rien n'indique que Washington ait jamais été en faveur d'une fin immédiate plutôt que progressive de l'esclavage. En effet, la disparition progressive de l'esclavage reste possible jusqu'à ce qu'Eli Whitney invente le cotton gin en 1793, ce qui provoque en cinq ans une demande considérablement plus importante de main-d'œuvre esclave.

#### Comme fermier de Virginie

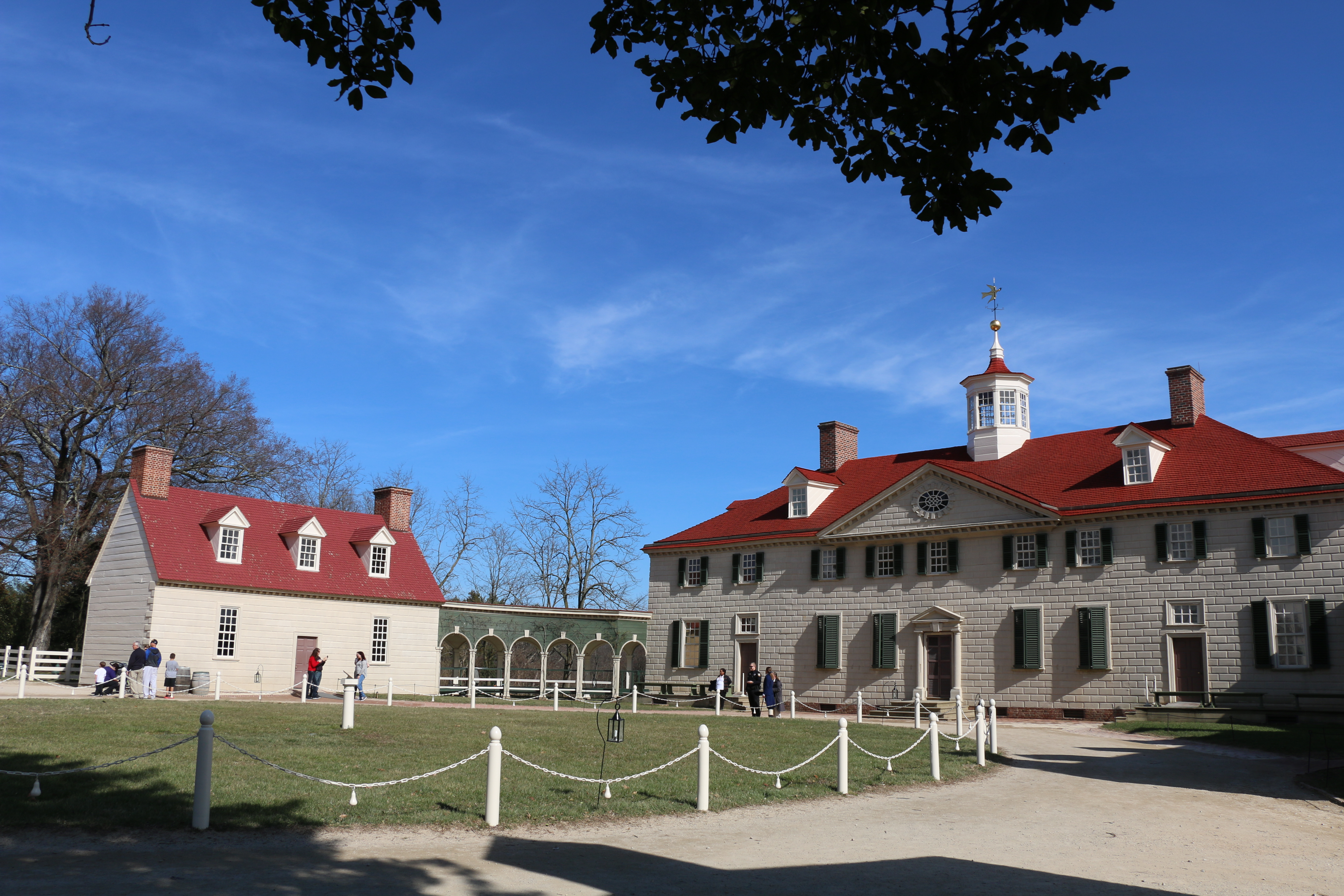
Mount Vernon.

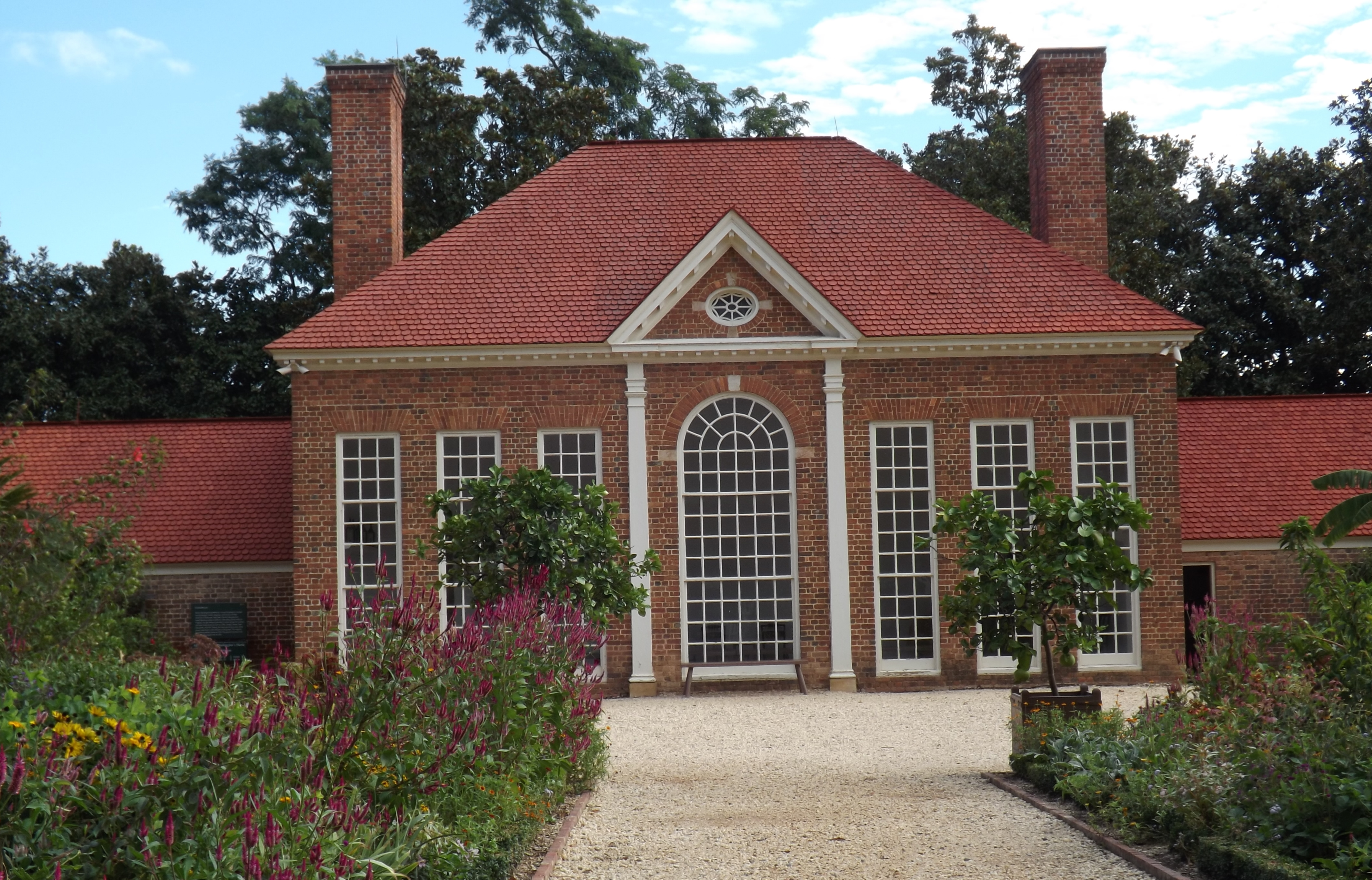
Upper Garden (quartier des esclaves) à Mount Vernon.

Les frais liés à l'entretien d'un surplus d'esclaves, y compris les soins aux jeunes et aux personnes âgées, contribuent substantiellement à aux difficultés financières de Washington,. En 1786, le rapport entre esclaves productifs et non productifs approche 1 pour 1 ; les quelque 7 300 acres (3 ha) du domaine de Mount Vernon sont exploités avec 122 esclaves qui y travaillent. Bien que le ratio se soit amélioré en 1799 à environ 2 pour 1, le domaine n'augmente que de 10 pour cent pour atteindre environ 8 000 acres (3,2 ha) alors que la population d'esclaves qui travaillent augmente de 65 pour cent pour atteindre 201. Cette tendance menace de mettre Washington en faillite,. Les esclaves que Washington a achetés au début du développement de son domaine sont dépassés et presque impossibles à vendre : à partir de 1782, la loi de Virginie rend les propriétaires d'esclaves responsables du soutien financier des esclaves qu'ils libèrent et qui sont trop jeunes, trop vieux ou incapables de travailler,.
Au cours de son deuxième mandat, George Washington commence à planifier une retraite qui lui assurerait « la tranquillité et un certain revenu ». En décembre 1793, il demande l'aide de l'agronome britannique Arthur Young pour trouver des fermiers à qui il louerait toutes ses fermes sauf une, sur lesquelles ses esclaves seraient ensuite employés comme ouvriers,. L'année suivante, il ordonne à son secrétaire Tobias Lear de vendre ses terres à l'Ouest, apparemment pour consolider ses opérations et mettre de l'ordre dans ses affaires financières. Il conclut ses instructions à Lear par un passage privé dans lequel il exprime sa répugnance à posséder des esclaves et déclare que la principale raison de la vente des terres est de réunir les fonds qui lui permettraient de les libérer,, la première indication claire que la position de Washington est passée de la vente de ses esclaves à leur libération. En novembre de la même année 1794, il déclare dans une lettre à son ami et voisin Alexander Spotswood : « Si ce n'était pas alors que je suis un homme de principe vendant des nègres, comme vous vendriez du bétail au marché, je ne voudrais pas, dans douze mois à compter de cette date, posséder un nègre comme esclave. »,.
En 1795 et 1796, Washington élabore un plan compliqué qui prévoit la location de ses terres de l'Ouest à des fermiers métayers à qui il louerait ses propres esclaves et un plan similaire pour louer les esclaves douairiers qu'il contrôle au Dr David Stuart, un médecin et politicien de Virginie et un de ses correspondants, pour travailler sur sa plantation sur la côte est. Ce plan aurait impliqué la séparation des familles d'esclaves, mais il est conçu dans le but final de réunir suffisamment de fonds pour financer leur éventuelle émancipation (un détail que Washington garde secret) et d'empêcher les héritiers Custis de séparer définitivement les familles par la vente ,. En effet, les esclaves douaires commencent à être transférés aux petites-filles de Martha lorsque les héritières Custis se marient. Young Martha apporte soixante et un esclaves à Thomas Peter lors de son mariage en 1795, Eliza se marie à Thomas Law l’année suivante et Nelly se marie à Lawrence Lewis en 1799. Thomas Peter commence à vendre des esclaves peu après son mariage, séparant les familles et séparant systématiquement les filles de quatre ans de leurs parents. Wiencek suggère que le serviteur de Martha Oney Judge, qui était destiné à devenir la propriété des Custis en tant qu’esclave douaire, fuit à Philadelphie en 1796 pour éviter d’être vendu.

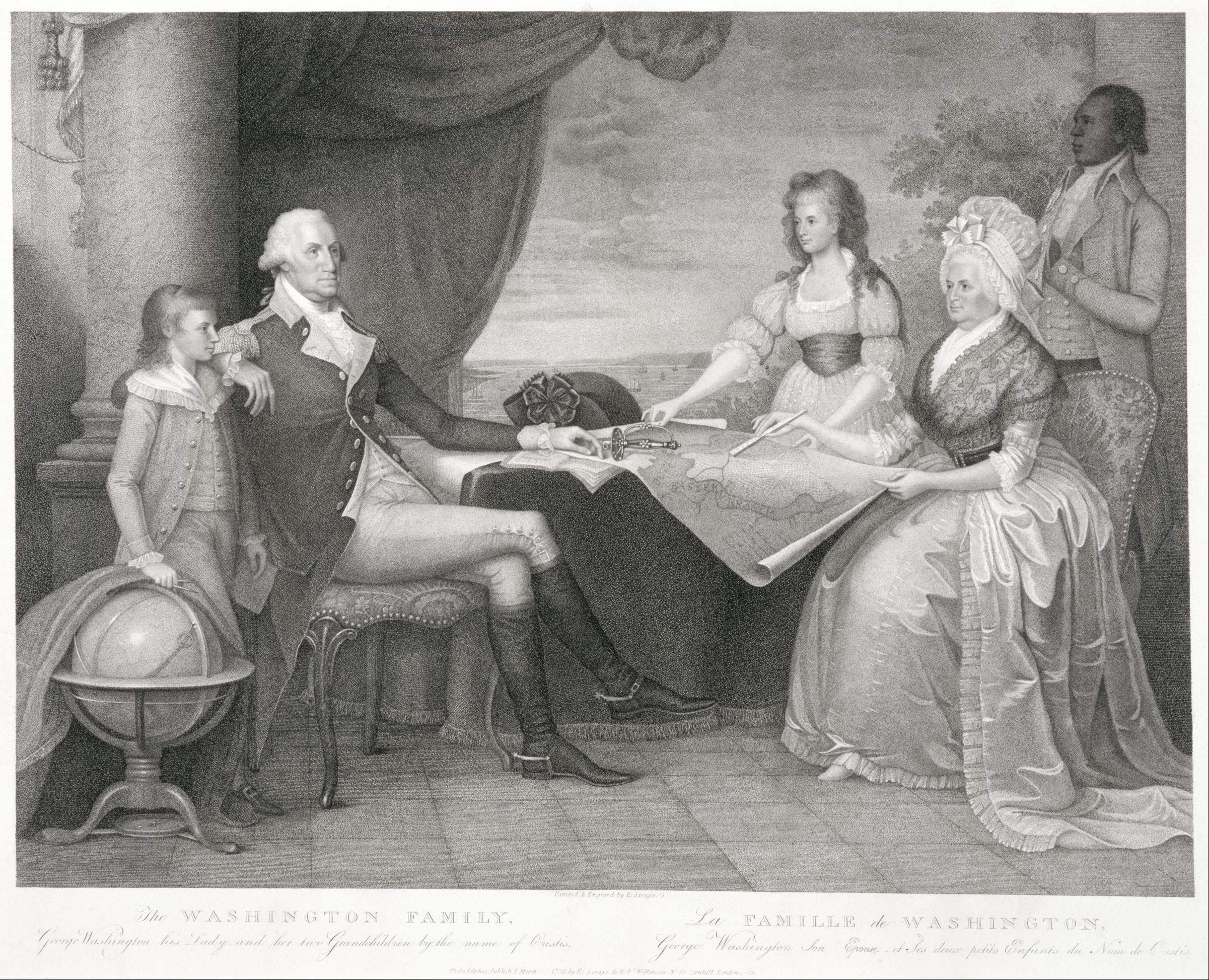
Edward Savage, La Famille Washington, imprimée et gravée dans les années 1790, George et Martha sont assis, leurs enfants issus de son premier mariage sont déjà morts, ils élèvent leurs petits-enfants, Washy et Nelly ; le domestique pourrait être l'esclave Christopher Sheels.

Aucun de ces projets ne peut être réalisé en raison de l'incapacité de Washington à vendre ou à louer des terres au bon prix, du refus des héritiers Custis de les accepter et de sa propre réticence à séparer les familles,. Wiencek émet l'hypothèse que, parce qu'il a sérieusement envisagé de libérer ses esclaves, tout en connaissant très bien les conséqueces politiques qui s'ensuivraient, l'un de ses objectifs est de faire une déclaration publique qui ferait pencher l'opinion en faveur de l'abolition. Philip Morgan soutient que la libération des esclaves par Washington alors qu'il est président en 1794 ou 1796, n'aurait eu aucun effet profond et aurait été accueillie par le silence public et la dérision des sudistes blancs.

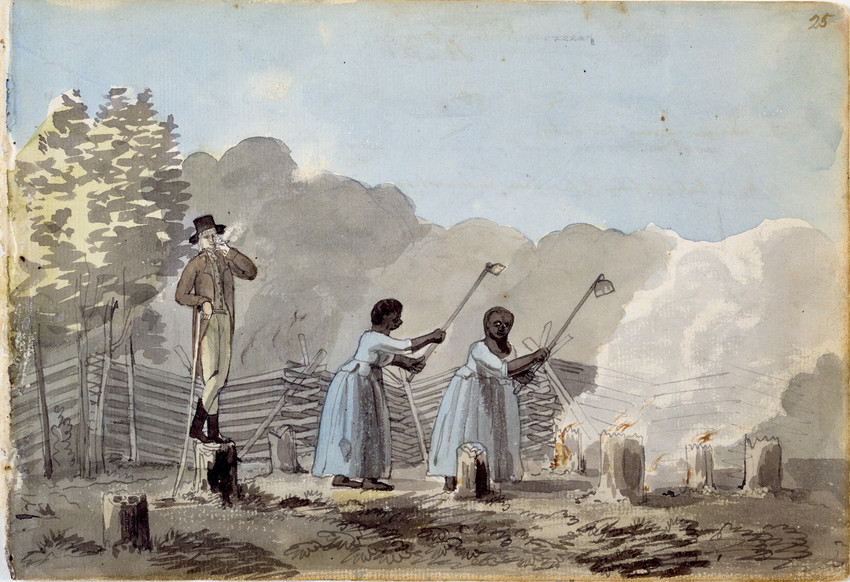
Benjamin Henry Latrobe, Un Surveillant faisant son devoir, 1798.

Wiencek écrit que si Washington avait trouvé des acheteurs pour ses terres à un prix qui lui semblait juste, ce plan aurait finalement permis de libérer « à la fois ses propres esclaves et ceux contrôlés par la famille de Martha » et que pour atteindre cet objectif, il aurait « cédé son bien le plus précieux, ses terres de l'Ouest, les ressources de sa retraite ». Ellis conclut que Washington a donné la priorité à sa propre sécurité financière plutôt qu'à la liberté de la population asservie sous son contrôle et écrit à propos de son échec à vendre les terres à des prix qu'il pensait justes : « Il avait passé sa vie à acquérir un domaine impressionnant, et il était extrêmement réticent à l'abandonner sauf à ses conditions ». En évoquant un autre projet de Washington, élaboré après avoir rédigé son testament et visant à transférer les travailleurs esclaves dans ses domaines de Virginie occidentale, Philip Morgan écrit : « Il est donc incontestable que, même à la veille de sa mort, Washington était loin d'avoir renoncé à l'esclavage. Jusqu'au bout, il s'est engagé à faire des profits, même au prix des perturbations que de tels transferts auraient indiscutablement provoquées sur ses esclaves. »
Comme Washington subordonne son désir d'émancipation à ses efforts pour assurer son indépendance financière, il prend soin de conserver ses esclaves. À partir de 1791, il fait en sorte que ceux qui servent dans son entourage personnel à Philadelphie alors qu'il est président soient expulsés de l'État avant de devenir éligibles à l'émancipation après six mois de résidence conformément à la loi de Pennsylvanie. Non seulement il aurait été privé de leurs services s'ils avaient été libérés, mais la plupart des esclaves qu'il a emmenés avec lui à Philadelphie sont des esclaves douairiers, ce qui signifie qu'il aurait dû indemniser la succession Custis pour la perte. En raison de ses préoccupations concernant son image publique et du fait que la perspective de l'émancipation générerait du mécontentement parmi les esclaves avant qu'ils ne deviennent éligibles à l'émancipation, il ordonne qu'ils soient renvoyés à Mount Vernon « sous un prétexte qui pourrait les tromper ainsi que le public ».
Il n'épargne aucune dépense pour tenter de récupérer Hercules et Judge lorsqu'ils s'enfuient. Dans le cas du Judge, il persiste pendant trois ans. Il essaie de la persuader de revenir lorsque son agent le retrouve finalement  dans le New Hampshire, mais il refuse de lui promettre la liberté après sa mort . Hercule et Judge échappent tous deux à la capture. Sa recherche d'un nouveau chef cuisinier pour remplacer Hercules en 1797 est le dernier cas connu où il envisage d'acheter un esclave, malgré sa résolution de « ne jamais devenir le maître d'un autre esclave par achat » ; il choisit finalement d'embaucher un chef blanc.

### Attitude envers la race
L'historien Joseph Ellis écrit que Washington n'est pas favorable à la poursuite de l'esclavage légal et ajoute : « Il n'a jamais adopté les arguments raciaux en faveur de l'infériorité des Noirs avancés par Jefferson... Il considérait l'esclavage comme le coupable, empêchant le développement de la diligence et de la responsabilité qui émergeraient progressivement et naturellement après l'émancipation. » D'autres historiens, comme Stuart Leibinger, sont d'accord avec Ellis lorsqu'il dit que « contrairement à Jefferson, Washington et Madison rejetaient l'infériorité innée des Noirs... »
L'historien James Thomas Flexner affirme que « les documents relatifs à George Washington sont une démonstration flagrante de la façon dont l'histoire des Noirs a été négligée. Un exemple : l'index en deux volumes des trente-neuf volumes des Écrits de Washington précise presque tout sauf les noms des esclaves. » En ce qui concerne les opinions raciales de Washington, Flexner affirme que l'accusation de racisme est venue du révisionnisme et du manque d'investigation, compte tenu du fait que l'esclavage « n'a pas été inventé pour les Noirs, l'institution était aussi vieille que l'histoire et n'avait, lorsque Washington était enfant, été officiellement contestée nulle part. »

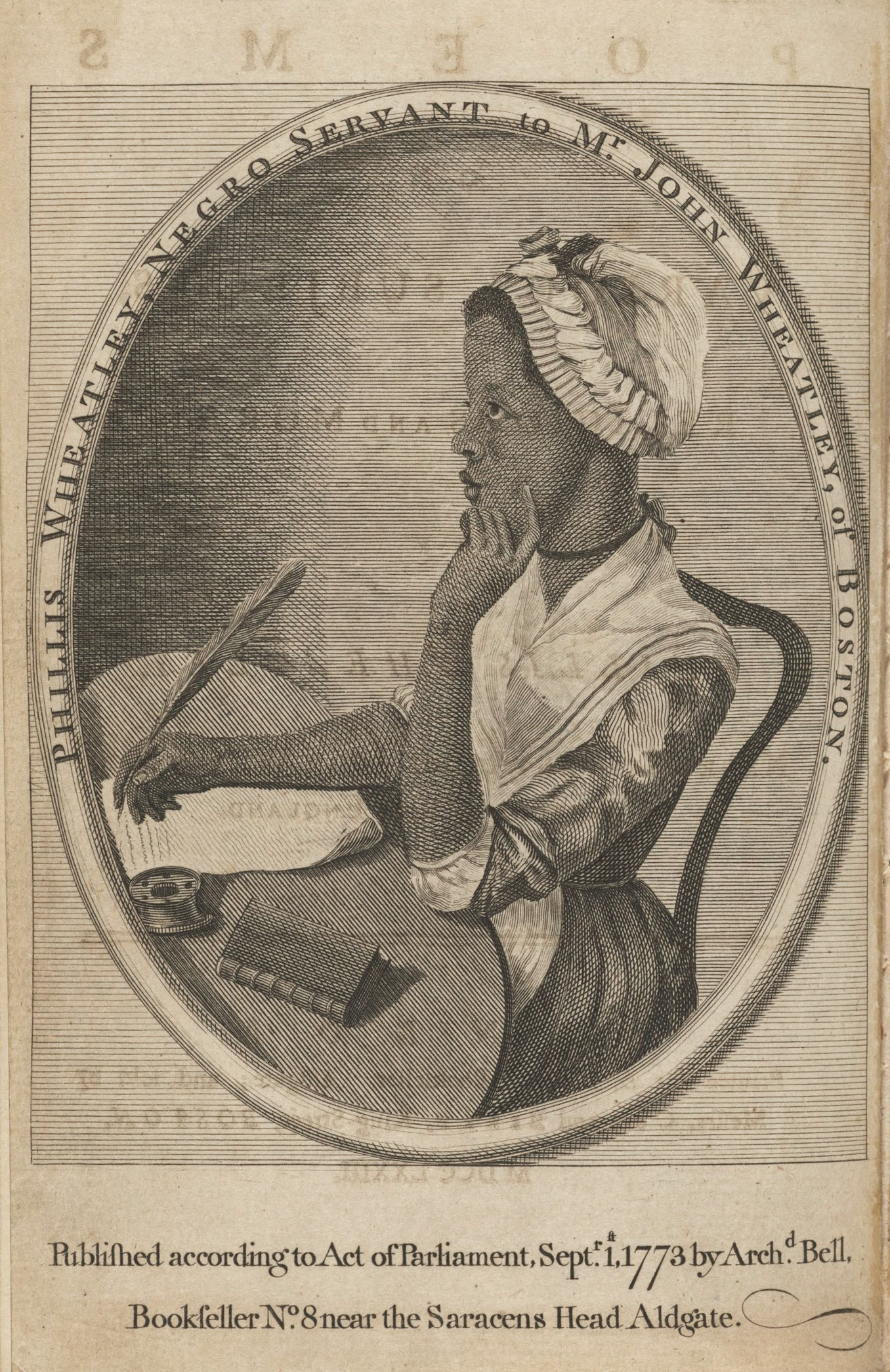
Frontiscipe de Poems on various subjects, religious and moral, Londres, 1773, de Phillis Wheatley, Houghton Library.

Kenneth Morgan écrit que « le sentiment profondément ancré de supériorité raciale de Washington sur les Afro-Américains n'a pas conduit à des expressions de négrophobie... Pourtant, Washington voulait que ses travailleurs blancs soient logés à l'écart des Noirs à Mt. Vernon, estimant qu'un mélange racial étroit était indésirable. » Selon l'historien Albert Tillson, l'une des raisons pour lesquelles les esclaves noirs étaient logés séparément à Mount Vernon est que Washington estimait que certains travailleurs blancs avaient des habitudes qui n'étaient « pas bonnes » (par exemple, Tillson mentionne des cas de « consommation d'alcool interraciale » dans la région de Chesapeake (Virginie)), et une autre raison est que, rapporte Tillson, Washington « s'attendait à ce que de tels aménagements finissent par rebuter la famille blanche. »
Philip Morgan écrit que « le jeune Washington révélait des préjugés envers les Noirs, tout à fait naturels pour l'époque » et que « la noirceur, dans son esprit, était synonyme de comportement incivilisé. » Les préjugés de Washington n'étaient pas inébranlables ; son maintien d'Afro-Américains dans le régiment de Virginie contrairement aux règles, son emploi de superviseurs afro-américains, son recours à des médecins afro-américains et ses éloges pour les « grands talents poétiques » de la poète afro-américaine Phillis Wheatley, qui l'a loué dans un poème en 1775, montrent qu'il reconnait les compétences et les talents des Afro-Américains. L'historien Henry Wiencek a rendu ce jugement :

« Si vous regardez le testament de Washington, il n'est pas du tout en conflit avec la place des Afro-Américains. D’un bout à l’autre de ses papiers, j’ai cherché une trace de racisme et je n’en ai trouvé aucune, contrairement à Jefferson, qui est explicite sur sa croyance en l’infériorité des Noirs. Dans son testament, Washington a rédigé une déclaration des droits des Noirs et a déclaré qu’il fallait leur apprendre à lire et à écrire. Ils étaient des Américains, avec le droit de vivre ici, d’être éduqués et de travailler de manière productive en tant que peuple libre. »

Les opinions de Martha Washington sur l’esclavage et la race sont différentes de celles de son mari et sont moins favorables aux Afro-Américains. Par exemple, elle déclare en 1795 que « les Noirs sont si mauvais dans leur nature qu'ils n'ont pas la moindre gratitude pour la gentillesse qu'on peut leur témoigner ». Elle refuse de suivre l'exemple que son époux a donné en émancipant ses esclaves, et à la place, elle légue le seul esclave qu'elle posséde directement (nommé Elish) à son petit-fils.

## Testament

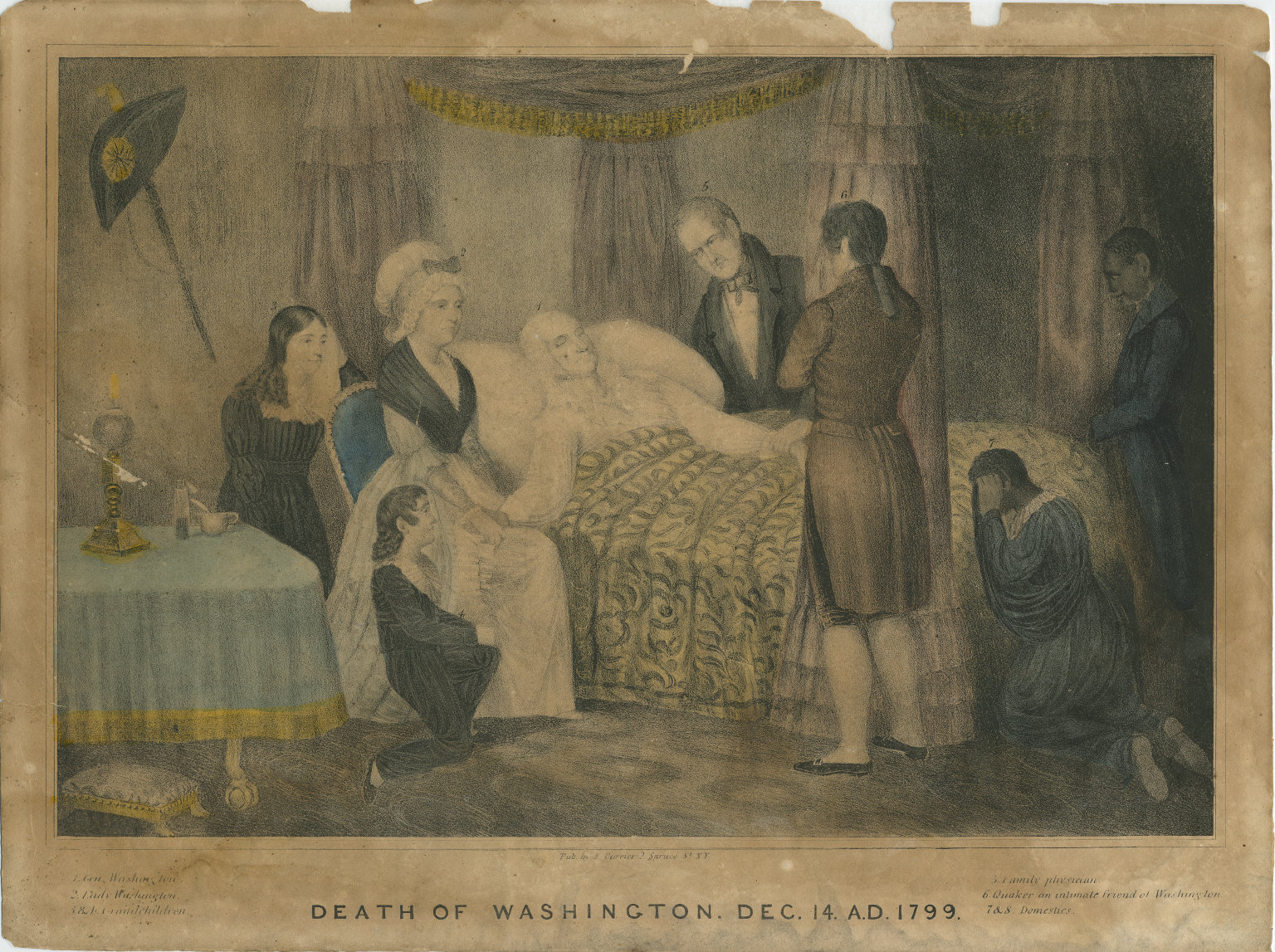
Mort de Washington, Dec. 14 A.D. 1799, Cornell University Collection of Political Americana, Cornell University Library.

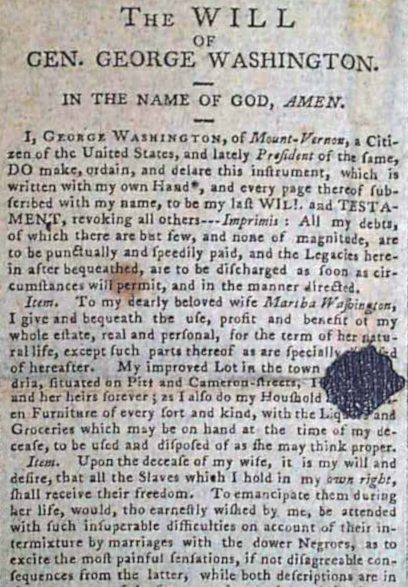
Testament de Washington publié dans le Connecticut Journal le 20 février 1800.

En juillet 1799, cinq mois avant sa mort, Washington rédige son testament, dans lequel il stipule qu'un de ses esclaves serait libéré et que les autres seraient contraints de travailler pour sa veuve, pour être libérés à la mort de celle-ci. Dans les mois qui suivent, il envisage un plan visant à reprendre possession des baux dans les comtés de Berkeley et de Frederick et à transférer la moitié de ses esclaves de Mount Vernon pour les y faire travailler. Il espère que cela « générerait un bénéfice net plus important » qui pourrait « me profiter et ne pas aggraver la condition [des esclaves] », malgré les perturbations qu'une telle relocalisation aurait entraînées pour les familles d'esclaves. Le projet meurt avec Washington le 14 décembre 1799.
Les esclaves de Washington constituent les sujets des dispositions les plus longues du testament de 29 pages, occupant trois pages dans lesquelles ses instructions sont plus directives que dans le reste du document. Son valet, William Lee, est immédiatement libéré et l'usage de ses 123 esclaves restants est légué à sa veuve jusqu'à sa mort,. Le report a pour objet de retarder la douleur de la séparation qui surviendra lorsque ses esclaves seront libérés mais que leurs conjoints, parmi les esclaves en douaire, resteront en servitude, une situation qui affecte 20 couples et leurs enfants. Il est possible que Washington espère que Martha et ses héritiers, qui héritent des esclaves en douaire, résoudront ce problème en suivant son exemple et en les émancipant,,. Les esclaves trop âgés ou infirmes pour travailler doivent être aidés par les bénéficiaires de sa succession, comme le prévoit la loi de l'État. À la fin des années 1790, environ la moitié de la population asservie de Mount Vernon est trop vieille, trop jeune ou trop infirme pour être productive.
George Washington va au-delà de l'obligation légale de soutenir et d'entretenir les jeunes esclaves jusqu'à l'âge adulte, en stipulant que les maîtres des enfants dont l'éducation ne pouvait être assurée par leurs parents doivent leur apprendre la lecture, l'écriture et un métier utile, puis les libérer à l'âge de 25 ans. Il interdit la vente ou le déplacement de ses esclaves hors de Virginie avant leur émancipation. En incluant les esclaves de Dandridge, qui doivent être émancipés dans des conditions similaires, plus de 160 esclaves seraient libérés,.
Bien que Washington ne soit pas le seul parmi les propriétaires d'esclaves virginiens à prévoir la libération différée de ses esclaves, il est inhabituel parmi ceux qui le font de le faire si tard, après que le soutien post-révolutionnaire à l'émancipation en Virginie a disparu. Il est également l'un des rares fondateurs propriétaires d'esclaves à le faire. Parmi les autres fondateurs qui ont libéré leurs esclaves figurent John Dickinson et Caesar Rodney, tous deux du Delaware.

### Conséquences

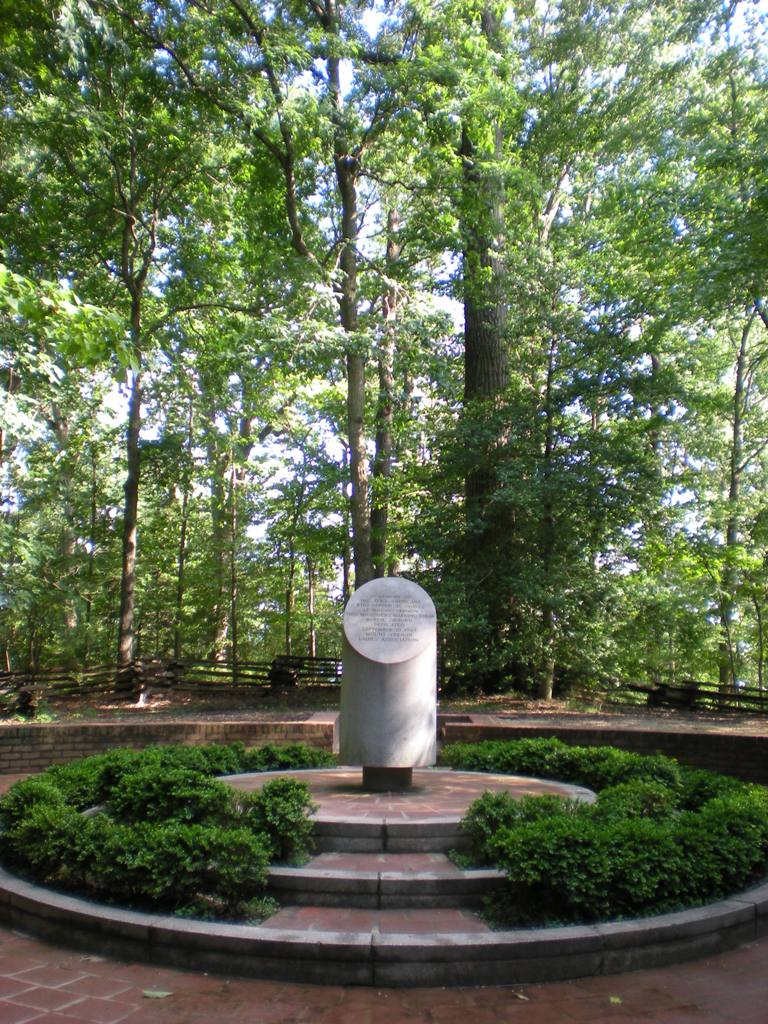
Mémorial du cimetière des esclaves à Mount Vernon.

L'action de Washington est ignorée par les propriétaires d'esclaves du Sud ; l'esclavage continue à Mount Vernon,. À partir de 1795, les esclaves en douaire sont transférés aux trois petites-filles de Martha au fur et à mesure qu'elles se marient. Martha se sent menacée en étant entourée d'esclaves dont la liberté dépend de sa mort et libère les esclaves de son défunt mari le 1er janvier 1801. Les esclaves pourraient avoir été impliqués dans le déclenchement d’un incendie à la résidence principale après la mort de Washington, et il y a des rumeurs semon lesquelles Martha est en danger, y compris celle que les esclaves ont prévu de l’empoisonner. Sa décision de libérer les esclaves de Washington tôt peut aussi avoir été influencée par des préoccupations au sujet des dépenses d’entretien des esclaves qui ne sont pas nécessaires pour exploiter le domaine et du mécontentement parmi les esclaves douaires s’ils continuent à se mélanger avec les esclaves qui doivent être libérés. Cette décision ne constitue pas une violation du testament de son mari, qui ne l'obligeait pas à garder des esclaves en servitude.
Les esclaves valides sont libérés et laissés à eux-mêmes pour subvenir à leurs besoins et à ceux de leur famille. En quelques mois, presque tous les anciens esclaves de Washington ont quitté Mount Vernon, laissant 121 enfants adultes et en âge de travailler toujours à la tâche dans le domaine. Cinq femmes affranchies sont encore sur la liste : une mère célibataire de deux enfants ; deux femmes, dont une avec trois enfants, mariées à des esclaves de Washington trop vieux pour travailler ; et deux femmes mariées à des esclaves douairiers. William Lee reste à Mount Vernon, où il travaille comme cordonnier. Après la mort de Martha le 22 mai 1802, la plupart des esclaves en douaire restants passent à son petit-fils, George Washington Parke Custis, à qui elle légue le seul esclave qu'elle détient en son nom.
Il existe peu de documents sur le sort des esclaves nouvellement libérés. Custis écrit plus tard que bien que beaucoup d'entre eux, en vue de leur libération, ont été formés à des métiers mécaniques, mais réussissent très mal en tant qu'hommes libres ; tant est vrai l'axiome selon lequel « l'heure qui fait de l'homme un esclave, lui enlève la moitié de sa valeur ».  Le gendre de la sœur de Custis écrit en 1853 que les descendants de ceux qui sont restés esclaves, dont beaucoup sont désormais en sa possession, ont été « prospères, satisfaits et heureux », tandis que ceux qui ont été libérés ont mené une vie de « vice, de dissipation et d'oisiveté » et sont devenus, dans leur « maladie, leur âge et leur pauvreté », un fardeau pour sa belle-famille. Ces rapports sont influencés par le racisme inné des auteurs instruits et issus de la classe supérieure et ignorent les obstacles sociaux et juridiques qui nuisent aux chances de réussite des anciens esclaves, notamment les lois qui rendent illégal l'apprentissage de la lecture et de l'écriture aux personnes libérées et qui, en 1806, exigent que les esclaves nouvellement libérés quittent l'État,.

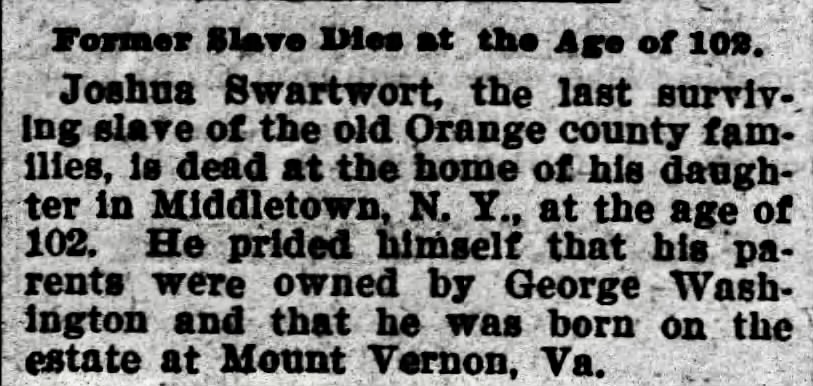
« Un ancien esclave meurt à l'âge de 102 ans » Joshua Swartwort est né esclave à Mount Vernon vers 1800 ; ses parents avaient été réduits en esclavage par George Washington, Public Press, Northumberland, Pa., 21 novembre 1902.

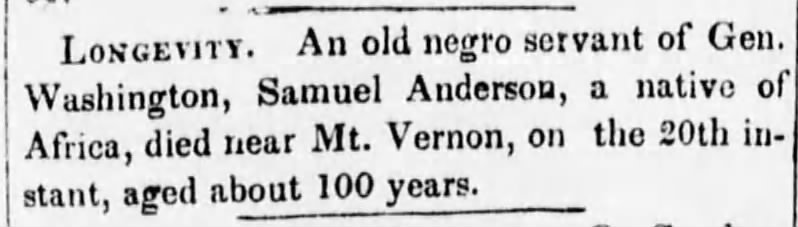
Selon cette brève nécrologie, Samuel Anderson serait né en Afrique dans les années 1740, « Longevity », Baltimore Daily Commercial, 27 février 1845.

Il existe des preuves que certains anciens esclaves de Washington ont pu acheter des terres, subvenir aux besoins de leur famille et réussir en tant que personnes libres. En 1812, Free Town, dans la paroisse de Truro, la plus ancienne colonie afro-américaine libre connue dans le comté de Fairfax, compte sept foyers d'anciens esclaves de Washington. Au milieu des années 1800, un fils du charpentier de Washington, Davy Jones, et deux petits-fils de son postillon Joe Richardson, ont chacun acheté un terrain en Virginie. Francis Lee, frère cadet de William, est suffisamment connu et respecté pour que sa nécrologie soit publiée dans l'Alexandria Gazette à l'occasion de sa mort à Mount Vernon en 1821. Sambo Anderson, qui chasse le gibier, comme il l'avait fait lorsqu'il était esclave de Washington, et prospère pendant un certain temps en le vendant aux familles les plus respectables d'Alexandria, est également mentionné par la Gazette lorsqu'il décède près de Mount Vernon en 1845. Des recherches publiées en 2019 concluent qu'Hercule travaillait comme cuisinier à New York, où il est décédé le 15 mai 1812.
Une décennie après la mort de Washington, le juriste de Pennsylvanie Richard Peters écrit que les serviteurs de Washington « lui étaient dévoués, et surtout ceux qui étaient plus proches de lui. Les survivants vénèrent et adorent encore sa mémoire ». Dans sa vieillesse, Anderson déclare qu'il était « un homme beaucoup plus heureux lorsqu'il était esclave qu'il ne l'avait jamais été depuis », car il « avait alors un bon maître gentil pour s'occuper de tous ses besoins, mais maintenant je n'ai personne pour prendre soin de moi ». Lorsqu'elle est interrogée dans les années 1840, Judge exprime une amertume considérable, non pas à cause de la façon dont elle a été traitée en tant qu'esclave, mais à cause du fait qu'elle a été réduite en esclavage. Lorsqu'on lui demande, après avoir vécu les difficultés d'être une femme libre et avoir survécu à son mari et à ses enfants, si elle regrettait son évasion, elle répond : « Non, je suis libre et j'ai confiance que j'ai été faite enfant de Dieu par ce moyen. »

## Héritage politique
Le testament de Washington est à la fois un testament privé et une déclaration publique sur l'institution,. Il est largement publié dans les journaux de tout le pays, sous forme de brochure qui, rien qu'en 1800, connait treize éditions distinctes, et est incluse dans d'autres ouvrages. Il est repris dans le récit nationaliste. Dans les discours de la faction antiesclavagiste, la possession d'esclaves par Washington est minimisée en faveur de son acte final d'émancipation. Washington « dédaignait de maintenir ses semblables dans une abjecte servitude domestique », écrit le fédéraliste du Massachusetts Timothy Bigelow avant d'appeler « ses concitoyens du Sud » à imiter son exemple. Dans ce récit, Washington est un proto-abolitionniste qui, ayant joint la liberté de ses esclaves à la liberté de l'esclavage britannique qu'il a gagnée pour la nation, se serait mobilisé pour servir la cause antiesclavagiste. 
Un récit alternatif plus en phase avec les sentiments pro-esclavagistes présente Washington comme une figure paternelle, le père bienveillant non seulement de son pays, mais aussi d'une famille d'esclaves liés à lui par affection plutôt que par coercition. Dans ce récit, les esclaves idolâtrent Washington et pleurent sur son lit de mort ; dans une biographie de 1807, Aaron Bancroft écrit : « Dans la vie domestique et privée, il a mêlé l’autorité du maître avec le soin et la gentillesse du tuteur et de l’ami. » 
Les récits concurrents ont permis à la fois au Nord et au Sud de revendiquer Washington comme le père de leur pays pendant la Guerre de Sécession qui met fin à l'esclavage plus d'un demi-siècle après sa mort.
Il existe une dissenssion entre la position de Washington sur l’esclavage et son rôle historique plus large en tant que défenseur de la liberté. Propriétaire d'esclaves, il a mené une guerre pour la liberté, puis a dirigé l'établissement d'un gouvernement national qui a assuré la liberté à beaucoup de ses citoyens : les historiens considérent cela comme un paradoxe. Edmund S. Morgan explique que Washington n'est pas le seul à agir ainsi : « La Virginie a produit les porte-parole les plus éloquents de la liberté et de l'égalité dans tous les États-Unis : George Washington, James Madison et, surtout, Thomas Jefferson. Ils étaient tous propriétaires d'esclaves et le sont restés toute leur vie. » Washington reconnait ce paradoxe, rejette la notion de infériorité des Noirs et se montre un peu plus humain que les autres propriétaires d'esclaves, mais ne réussit pas à devenir publiquement un partisan actif des lois d'émancipation. Les historiens ont trouvé des preuves de plusieurs raisons expliquant cet échec, notamment ses craintes d'une désunion, le racisme de nombreux autres Virginiens, le problème de l'indemnisation des propriétaires, le manque d'éducation des esclaves et la réticence des dirigeants de Virginie à envisager sérieusement une telle mesure,.

## Mémorial
En 1929, une plaque est encastrée dans le sol à Mount Vernon à moins de 50 yards (45,72 m) de la crypte abritant les restes de George et Martha, marquant un terrain négligé à la fois par les jardiniers et les guides touristiques, où des esclaves avaient été enterrés dans des tombes anonymes. L'inscription disait : « À la mémoire des nombreux fidèles serviteurs de couleur de la famille Washington, enterrés à Mount Vernon de 1760 à 1860. Leurs tombes non identifiées entourent cet endroit. » Le site est resté à l'abandon et ignoré des visiteurs jusqu'à ce que la Mount Vernon Ladies' Association érige un monument plus important entouré de plantations et portant l'inscription : « À la mémoire des Afro-Américains qui ont servi comme esclaves à Mount Vernon, ce monument marquant leur cimetière a été inauguré le 21 septembre 1983. » En 1985, une étude au radar à pénétration de sol a identifié soixante-six sépultures possibles. Fin 2017, un projet archéologique commencé en 2014 a permis d'identifier, sans perturber le contenu, soixante-trois parcelles funéraires en plus de sept parcelles connues avant le début du projet,,.

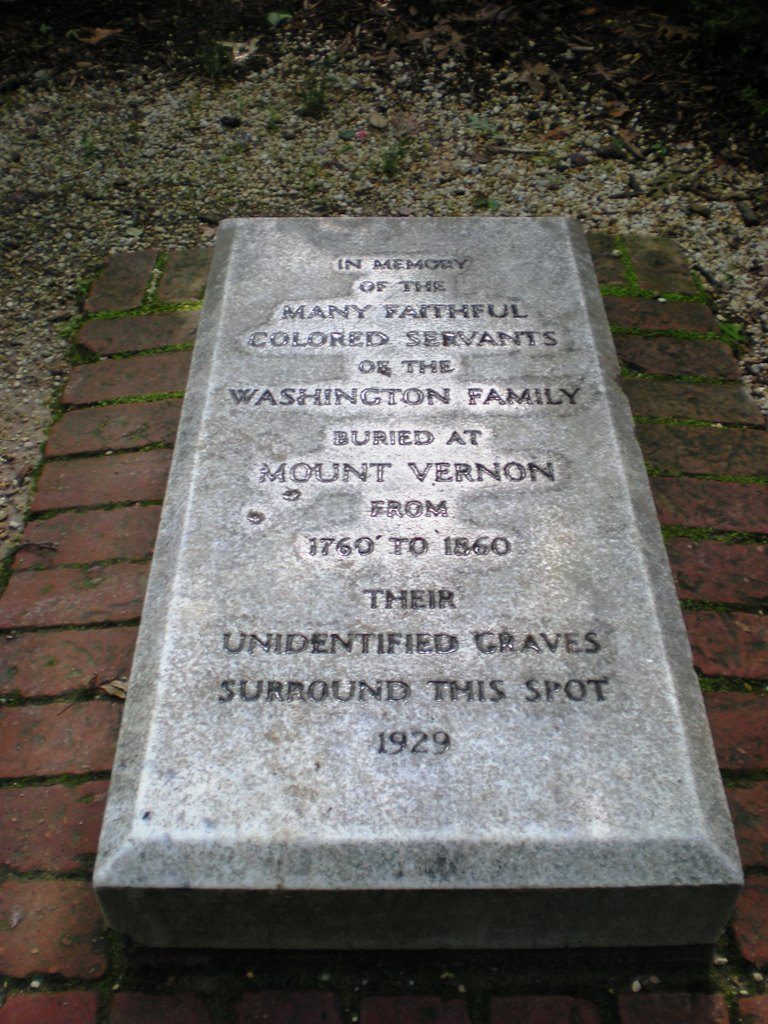
Plaque de 1929
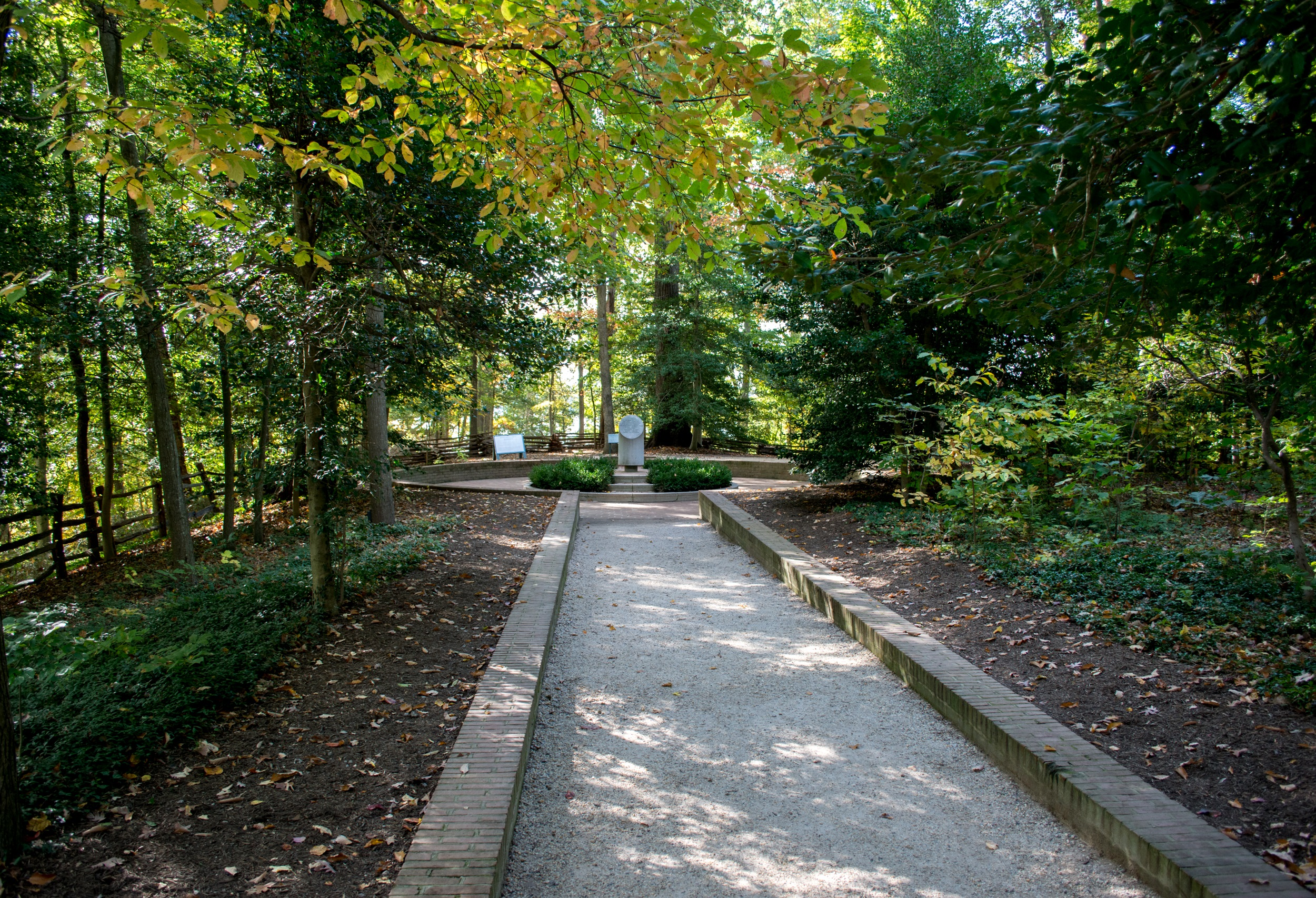
Vue du mémorial de Mount Vernon